# Specie botaniche in Sardegna
L'elenco delle specie botaniche della Sardegna fa riferimento a specie botaniche naturali o ormai naturalizzate che compongono la flora della Sardegna. Si riporta il nome binomiale accettato delle specie, talora il nome provvisorio, evitando comunque l'uso dei sinonimi, anche se diffusi in ambito locale e comunemente usati nelle guide. Questo per consentire un approccio convenzionale all'aggiornamento di questa raccolta, data la continua revisione tassonomica delle specie.
Le abbreviazioni poste accanto al nome fanno riferimento a una specie endemica e all'areale in cui si riscontra: Ag=Algeria, A=Albania, B=Bulgaria, Ba=Baleari, Co=Corsica, Ci=Cipro, Cr=Creta, E=Egitto, Eg=Isole Egeo, F=Francia continentale, G=Grecia I=Italia (Penisola), J=Jugoslavia, M=Marocco, Ma=Malta, Med=coste del bacino del Mediterraneo, MO=Medioriente, P=Portogallo, Cr=Creta, L=Libia, S=Spagna, Sa=Sardegna, Si=Sicilia, T=Tunisia, Tu=Turchia, N, S, O, E = nord, sud, ovest, est.
Le immagini proposte riguardano preferenzialmente specie per le quali non è ancora presente una trattazione specifica su Wikipedia e, quando possibile, effettivamente scattate in Sardegna.

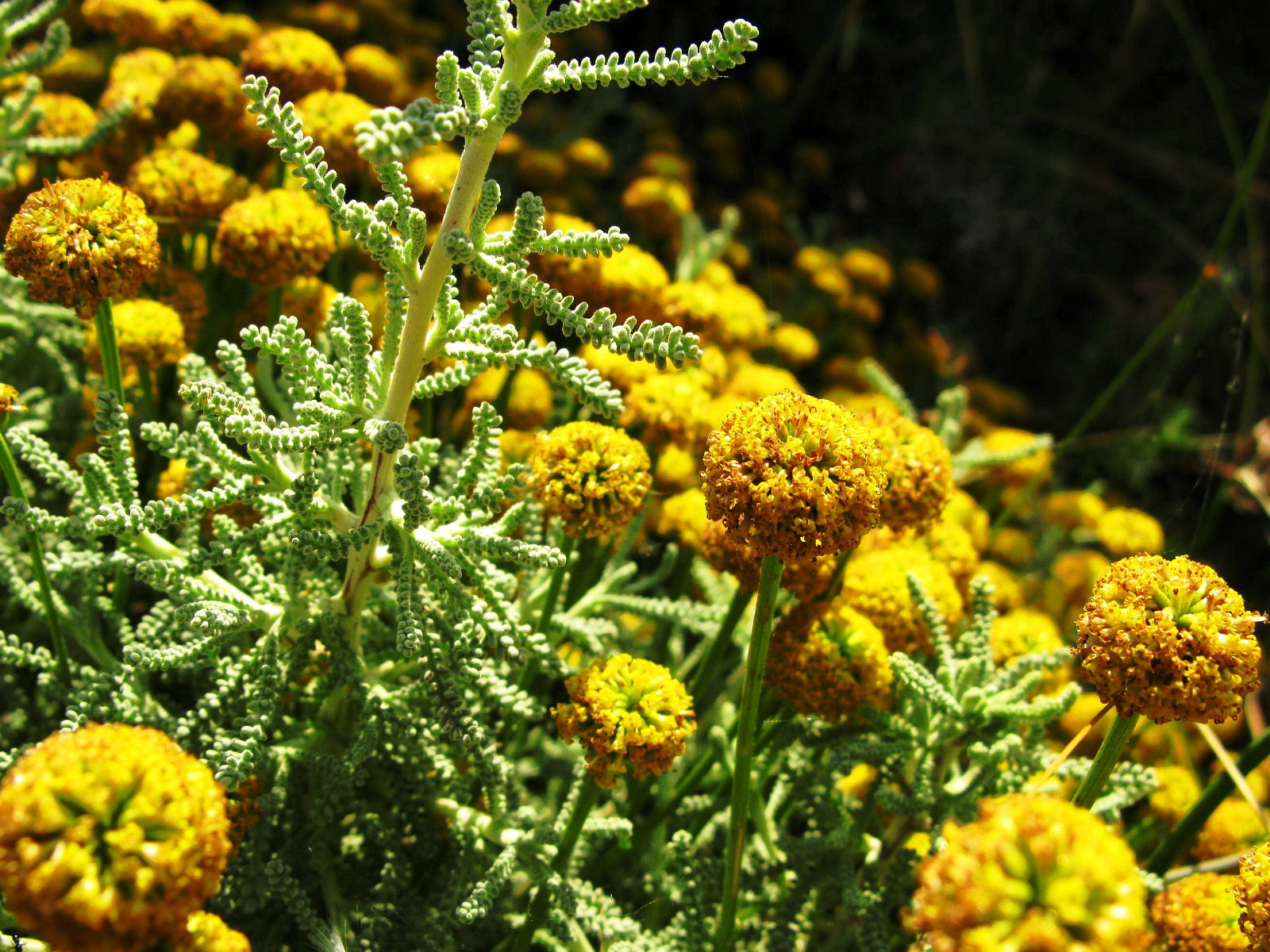
Santolina insularis - endemismo della Sardegna

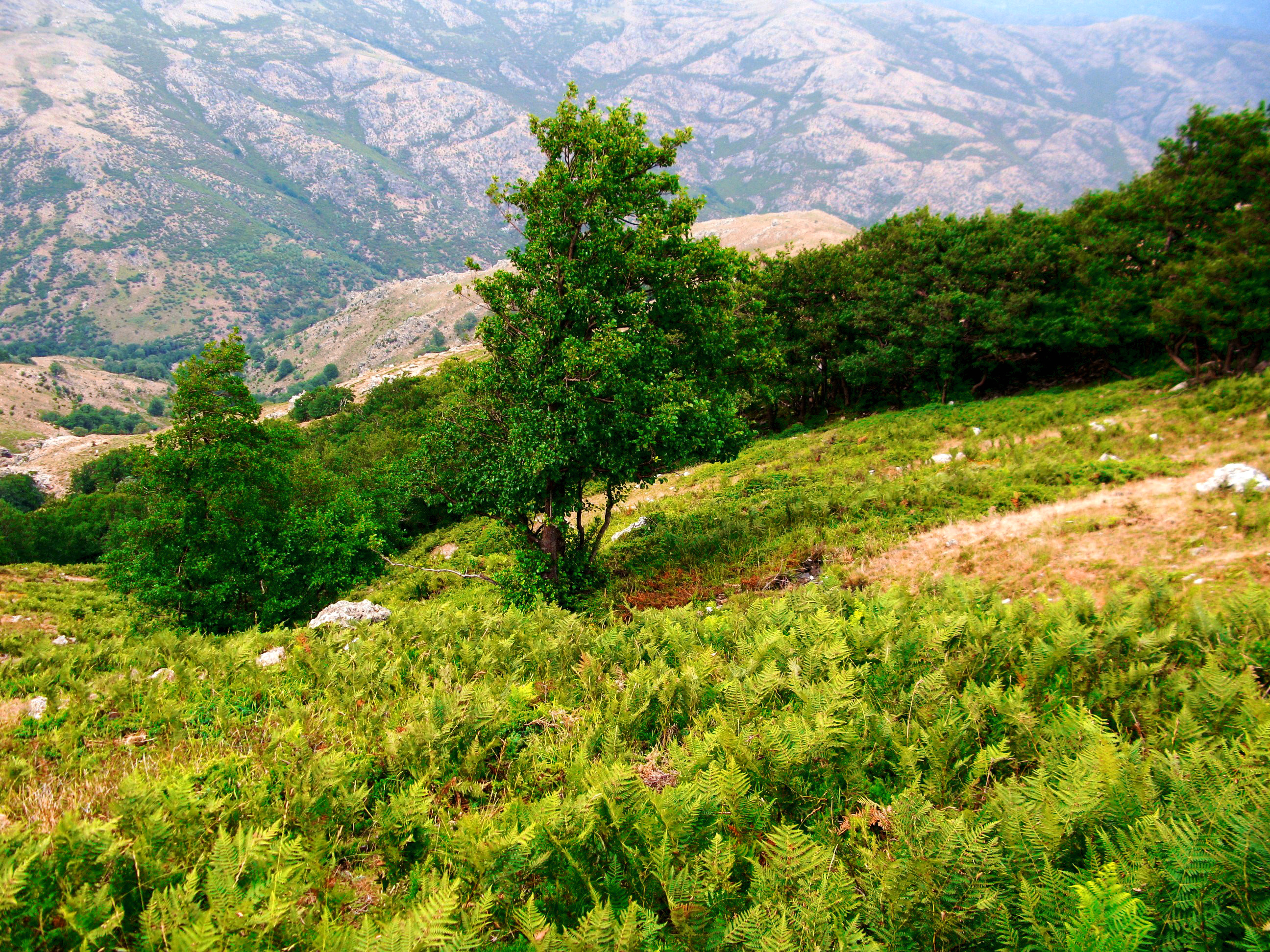
Gennargentu - Vegetazione estiva: foresta a galleria di ontani e felci

Questa lista è suscettibile di variazioni e potrebbe essere incompleta o non aggiornata.

## Acanthaceae
- Acanthus mollis

## Aceraceae
- Acer campestre
- Acer monspessulanum

## Aizoaceae

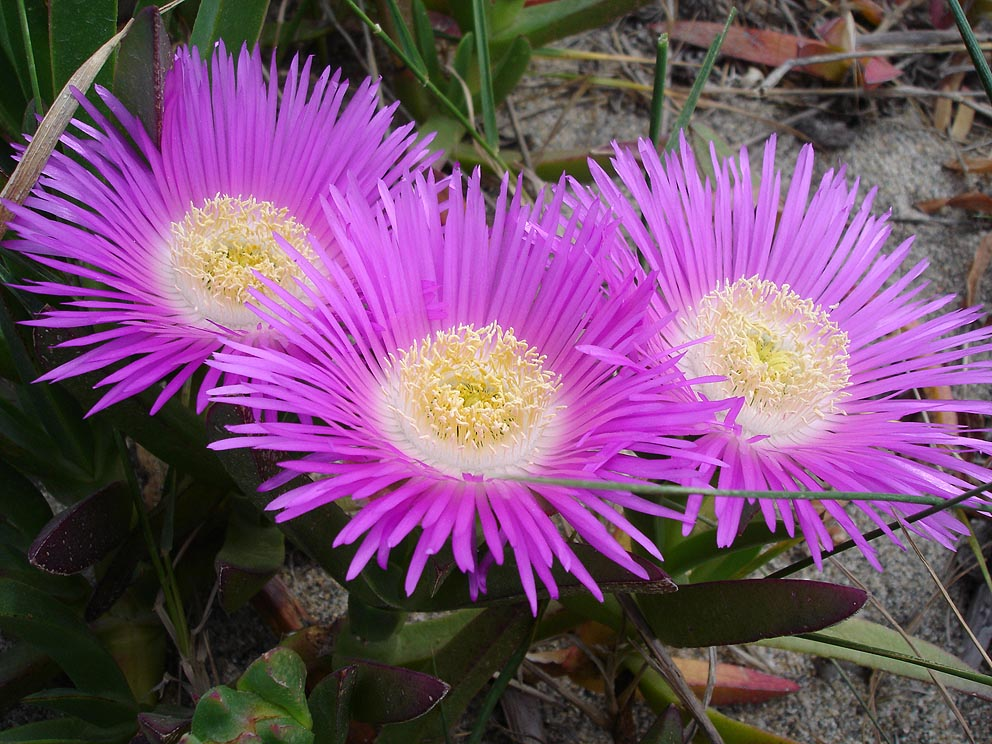
C. edulis

- Carpobrotus acinaciformis
- Carpobrotus edulis
- Mesembryanthemum crystallinum
- Mesembryanthemum nodiflorum

## Amaranthaceae

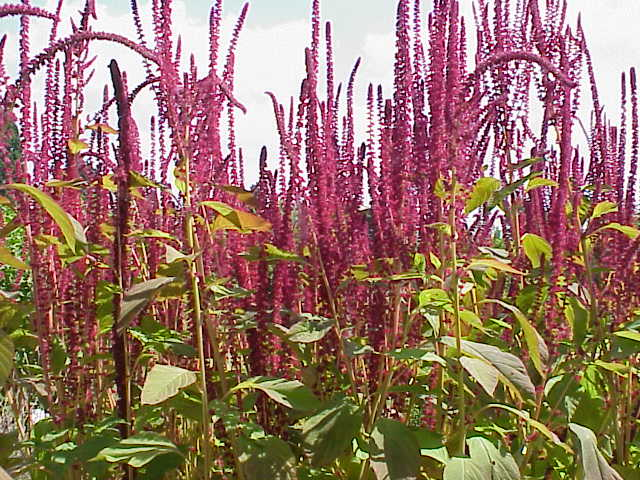
A. cruentus

Secondo recenti classificazioni la famiglia comprende anche quella delle Chenopodiaceae qui trattate separatamente. Le specie tradizionalmente afferenti a questa famiglia consistono nelle seguenti specie naturalizzate:
- Achyranthes aspera
- Achyranthes sicula
- Amaranthus albus
- Amaranthus blitum ?
- Amaranthus cruentus
- Amaranthus deflexus
- Amaranthus graecizans ?
- Amaranthus hypochondriacus
- Amaranthus muricatus
- Amaranthus retroflexus

## Anacardiaceae
- Pistacia lentiscus
- Pistacia terebinthus
- Pistacia x raportae

## Apocynaceae
- Nerium oleander

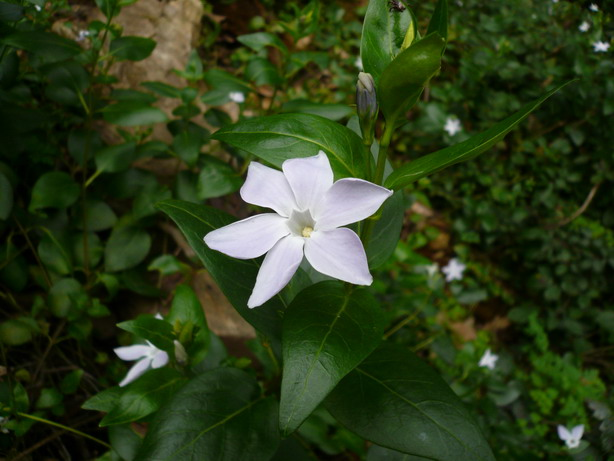
V. difformis

- Nerium oleander subsp. oleander Med
- Vinca difformis: Ba, Co, F, S, I, Sa
- Vinca difformis subsp. sardoa: Sa
- Vinca major
- Vinca major subsp. major: Eg, F, I, J, Sa, Si

## Aquifoliaceae
- Ilex aquifolium

## Araliaceae
- Hedera helix
- Hedera helix subsp. helix

## Aristolochiaceae
- Aristolochia fontanesii
- Aristolochia navicularis Sa, Si
- Aristolochia pallida
- Aristolochia tyrrhena: Sa
- Aristolochia pistolochia: Co, F, S, Sa
- Aristolochia rotunda
- Aristolochia insularis: Co, Sa

## Asclepiadaceae
- Asclepias fruticosa
- Cynanchum acutum
- Cynanchum acutum subsp. acutum
- Vincetoxicum hirundinaria

## Berberidaceae
- Berberis aetnensis
- Berberis vulgaris
- Berberis vulgaris subsp. aetnensis: Co, I, Sa, Si

## Betulaceae
- Alnus glutinosa
- Corylus avellana
- Ostrya carpinifolia

## Boraginaceae

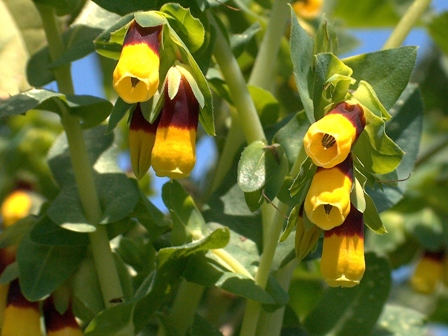
Cerinthe major
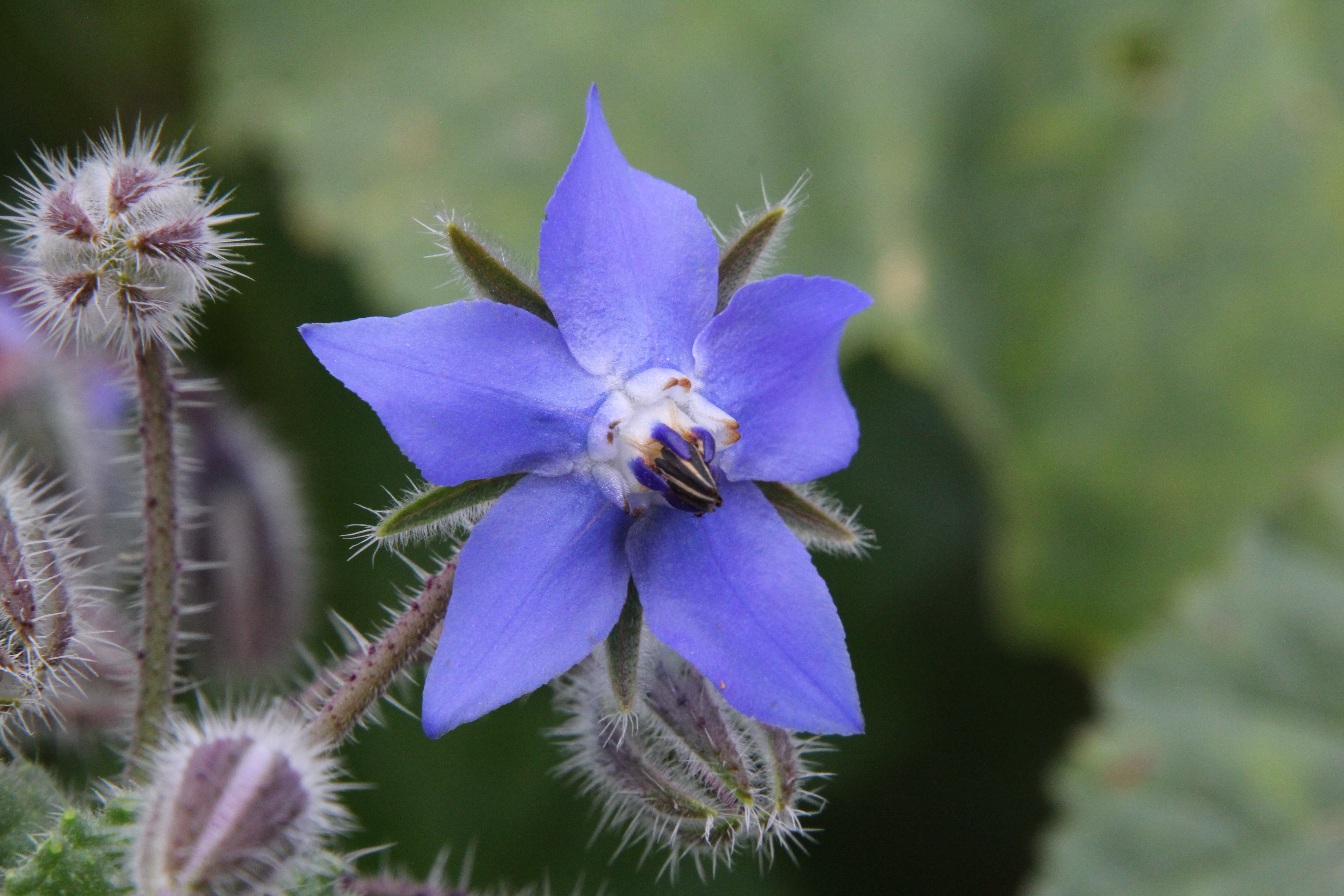
Borago officinalis

- Alkanna lutea: Ba, Co, F, S, I, Sa
- Alkanna tinctoria
- Alkanna tinctoria subsp. tinctoria
- Anchusa arvensis
- Anchusa arvensis
- Anchusa italica
- Anchusa italica
- Anchusa undulata: Med
- Anchusa capellii: Sa
- Anchusa crispa: Co, Sa
- Anchusa hybrida: Med
- Anchusa littorea: Sa, ?Si
- Anchusa undulata: Med
- Anchusa undulata subsp. undulata: W-Med
- Asperugo procumbens
- Borago officinalis
- Borago pygmaea: Co, I, Sa
- Cerinthe major: Med
- Cerinthe major subsp. gymnandra: W-Med
- Cerinthe major subsp. major: Med
- Cynoglossum cheirifolium: Med
- Cynoglossum clandestinum: Med
- Cynoglossum creticum
- Cynoglossum dioscoridis: W-Med
- Cynoglossum montanum
- Cynoglossum officinale
- Echium arenarium: Med
- Echium asperrimum: W-med
- Echium creticum:W-Med
- Echium creticum subsp. coincyanum : E, P, Sa
- Echium creticum subsp. creticum: Ag, Ba, Co, F, S, Sa

- Echium italicum
- Echium italicum subsp. italicum
- Echium parviflorum: Med
- Echium plantagineum
- Echium sabulicola: Ag, Ba, Co, F, S, I, Sa, Si
- Echium vulgare
- Echium vulgare subsp. pustulatum: Co, F, G, I, J, Sa, Si
- Heliotropium curassavicum
- Heliotropium europaeum
- Heliotropium supinum
- Lithospermum arvense
- Lithospermum arvense
- Lithospermum incrassatum
- Lithospermum minimum: I, Sa, Si
- Lithospermum officinale
- Lithospermum purpurocaeruleum
- Myosotis arvensis
- Myosotis discolor
- Myosotis discolor
- Myosotis pusilla: Ag, Co, F, Sa
- Myosotis ramosissima
- Myosotis ramosissima subsp. ramosissima
- Myosotis scorpioides
- Myosotis nemorosa
- Myosotis scorpioides
- Myosotis sicula
- Myosotis sicula
- Myosotis sylvatica
- Myosotis soleirolii: Co, Sa
- Neatostema apulum
- Symphytum bulbosum
- Symphytum officinale

## Brassicaceae
Andare a Cruciferae.

## Buxaceae
- Buxus balearica: Ba, S, Sa

## Cactaceae
- Opuntia ficus-barbarica
- Opuntia maxima
- Opuntia vulgaris

## Callitrichaceae
- Callitriche brutia
- Callitriche cophocarpa
- Callitriche lenisulca: †Ba, F, G, S, I, Sa, Si
- Callitriche obtusangula
- Callitriche regis-jubae: S, Sa
- Callitriche stagnalis
- Callitriche truncata
- Callitriche truncata subsp. occidentalis
- Callitriche truncata subsp. truncata: Eg, G, I, J, Sa, Si

## Campanulaceae
- Campanula erinus
- Campanula rotundifolia
- Campanula forsythii: Sa
- Jasione laevis: F, S, Sa

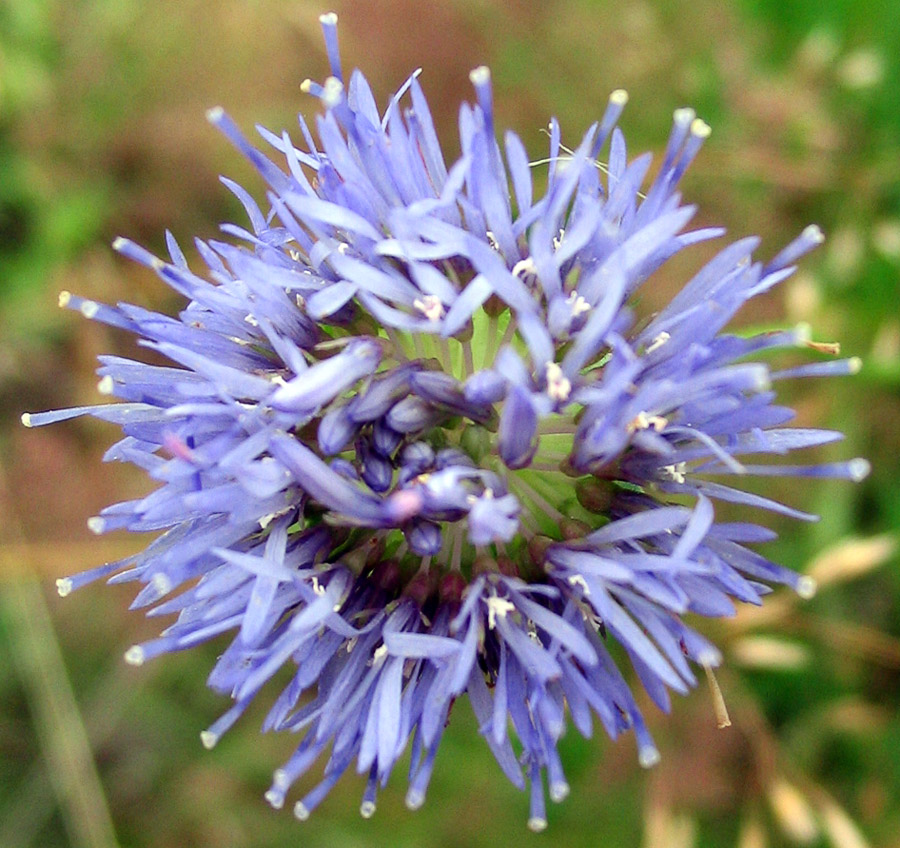
J. montana

- Jasione laevis subsp. laevis: F, S, Sa
- Jasione montana
- Jasione montana subsp. echinata: S, I, Sa, Si
- Jasione montana subsp. montana
- Legousia falcata
- Legousia hybrida
- Solenopsis laurentia
- Solenopsis minuta Ba, Co, Cr, Ci, I, Sa Si
- Solenopsis minuta subsp. corsica: Co, Sa
- Solenopsis minuta subsp. minuta: Cr, Sa
- Solenopsis minuta subsp. nobilis: Ci, I, ?Sa, Si
- Wahlenbergia lobelioides
- Wahlenbergia lobelioides subsp. nutabunda

## Capparaceae
- Capparis spinosa
- Capparis spinosa subsp. spinosa

## Caprifoliaceae
- Lonicera etrusca
- Lonicera implexa: Med
- Sambucus ebulus
- Sambucus nigra
- Viburnum tinus
- Viburnum tinus subsp. tinus: Med

## Caryophyllaceae

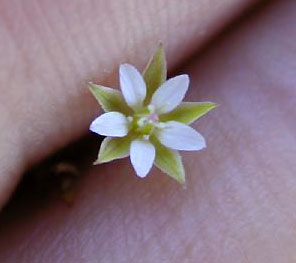
A. serpyllifolia
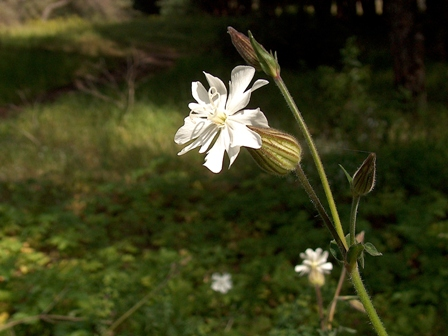
S. latifolia
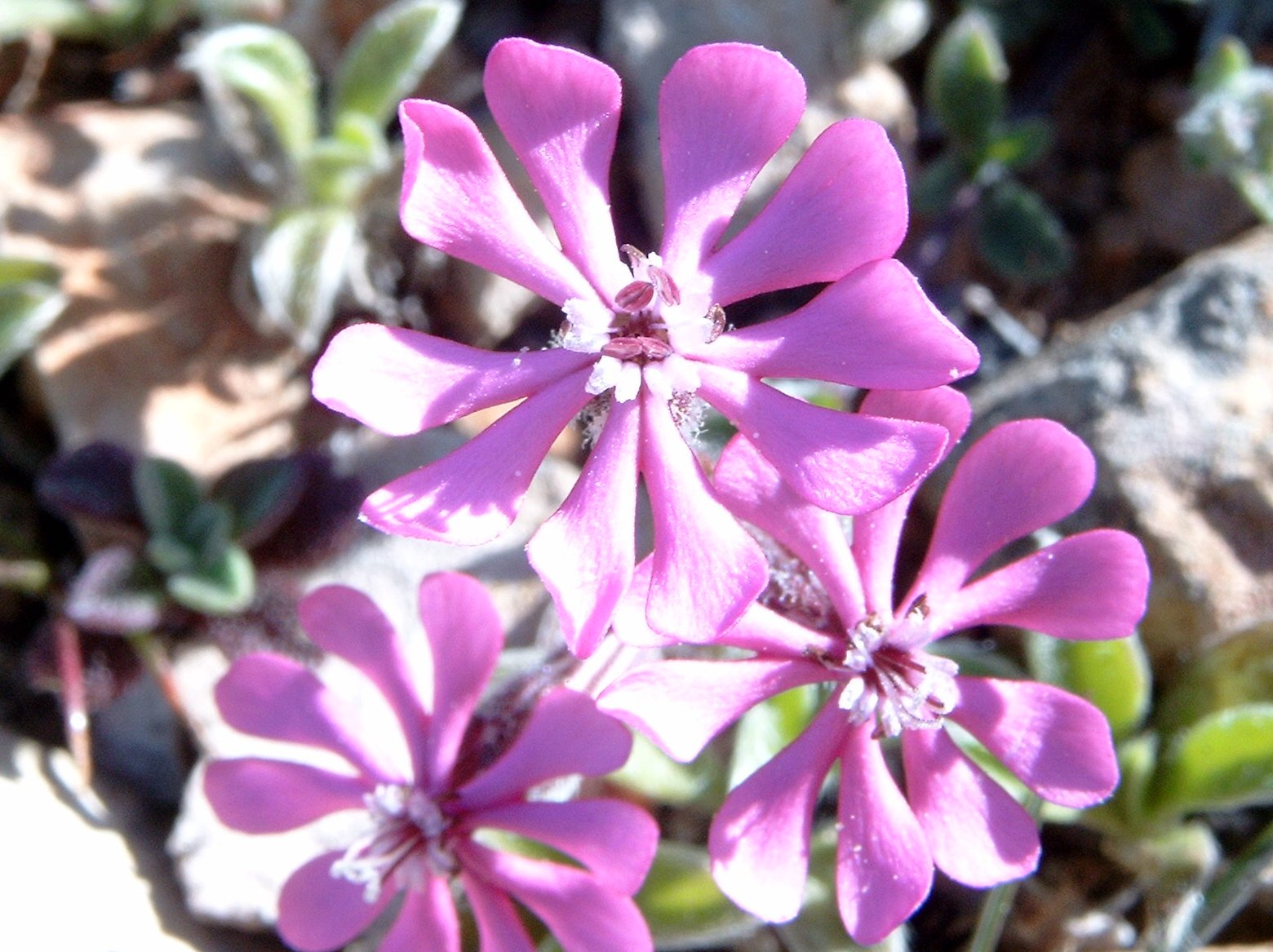
S. colorata

- Agrostemma githago
- Arenaria balearica: Ba, Co, I, Sa
- Arenaria bertolonii: Co, I, Sa
- Arenaria serpyllifolia
- Arenaria leptoclados
- Cerastium boissierianum: Ag, Co, S, M, Sa
- Cerastium brachypetalum
- Cerastium brachypetalum subsp. tauricum
- Cerastium brachypetalum subsp. tenoreanum
- Cerastium diffusum
- Cerastium diffusum subsp. diffusum
- Cerastium glomeratum
- Cerastium fontanum
- Cerastium fontanum subsp. vulgare
- Cerastium gibraltaricum: Ag, Co, S, M, Sa
- Cerastium ligusticum : Ag, Tu, Co, F, G, I, J, Ma, Sa, Si
- Cerastium palustre: Sa
- Cerastium pumilum
- Cerastium semidecandrum
- Cerastium semidecandrum subsp. semidecandrum
- Cerastium siculum Ag, Ba, Co, F, I, L, M, ?Sa, Si
- Cerastium supramontanum: Sa
- Chaetonychia cymosa ?A, Co, F, s, P, M, Sa, T
- Corrigiola litoralis
- Corrigiola litoralis subsp. litoralis
- Corrigiola telephiifolia Ag, Ba, Co, F, S, I, P, M, Sa
- Dianthus armeria
- Dianthus armeria subsp. armeria
- Dianthus arrostii: Ag, M, Sa, Si
- Dianthus caryophyllus
- Dianthus sylvestris
- Dianthus sylvestris subsp. siculus: Ag, Co, F, E I, J, M, Sa, Si, T
- Herniaria hirsuta
- Herniaria cinerea
- Herniaria hirsuta
- Herniaria litardierei: Co, Sa
- Holosteum umbellatum
- Holosteum umbellatum subsp. umbellatum
- Illecebrum verticillatum
- Minuartia geniculata
- Minuartia hybrida
- Minuartia hybrida subsp. hybrida
- Minuartia mediterranea: Med
- Minuartia verna
- Minuartia verna subsp. grandiflora: Sa, Si
- Moehringia trinervia
- Moehringia trinervia subsp. pentandra
- Moehringia trinervia subsp. trinervia
- Moenchia erecta
- Moenchia erecta subsp. erecta
- Moenchia erecta subsp. octandra: Ag, An, Co, F, E, I, P, M, Sa, Tn, T
- Paronychia argentea
- Paronychia echinulata: Med
- Paronychia polygonifolia: Tu, Co, F, G, S, I, P, M, Sa
- Petrorhagia prolifera
- Petrorhagia nanteuilii
- Petrorhagia saxifraga
- Petrorhagia saxifraga subsp. gasparrinii: Co, I, Sa, Si
- Petrorhagia velutina
- Polycarpon tetraphyllum
- Polycarpon tetraphyllum subsp. alsinifolium
- Rhodalsine geniculata: Ag, Ba, Ci, E, G, S, I, Li, P, M, Ma, Sa, Si, T
- Sagina apetala
- Sagina maritima
- Sagina pilifera: Co, Sa
- Sagina procumbens
- Sagina procumbens subsp. procumbens
- Sagina subulata: A, Co, F, G, S, I, J, P, Sa, Si
- Sagina revelierei: Co, Sa
- Saponaria ocymoides
- Saponaria alsinoides : Co, Sa
- Saponaria officinalis
- Saponaria sicula : Ag, A, B, G, J, Sa, Si

- Saponaria sicula : Ag, Sa, Si
- Scleranthus annuus
- Scleranthus polycarpos
- Scleranthus verticillatus
- Scleranthus perennis
- Scleranthus perennis subsp. burnatii : Co, ?Sa
- Silene apetala
- Silene armeria
- Silene behen
- Silene bellidifolia: Med
- Silene colorata
- Silene coelirosa
- Silene colorata subsp. colorata : Med
- Silene colorata subsp. morisiana: Sa
- Silene flos-cuculi
- Silene flos-cuculi subsp. flos-cuculi
- Silene fuscata: Ag, Tu, Cr, Ci, S, I, Li, P, M, Sa, Si, T
- Silene gallica
- Silene giraldii: I, Sa
- Silene italica
- Silene rosulata: Ag, M, Sa
- Silene rosulata subsp. sanctae-therasiae: Sa
- Silene laeta: Ag, Co, F, S, I, P, M, Sa, T
- Silene latifolia
- Silene latifolia subsp. alba: Ag, A, B, Co, F, G, S, I, J, P, M, ?Sa, Si
- Silene latifolia subsp. latifolia: Ag, Tu, B, Co, F, S, I, J, P, M, Ma, Sa, Si, T
- Silene latifolia syn. Silene alba
- Silene latifolia subsp. alba
- Silene mollissima aggr. : Ag, Ba, Co, S, I, P, M, ?Sa, T
- Silene velutina: Co, ?I, Sa
- Silene neglecta: Ag, F, I, ?Sa, Si, Tn
- Silene niceensis: Ag, Ba, Co, F, G, S, I, P, M, Sa, Si, T
- Silene nocturna
- Silene nodulosa: Co, Sa
- Silene pseudoatocion: Ag, Ba, M, ?Sa
- Silene rubella : Ag, Ba, ?Co, Ci, E, S, I, P, M, Sa, Si, MO, T
- Silene rubella subsp. rubella : Ag, Ba, Ci, E, S, I, Li, P, M, Sa, Si, MO, T
- Silene sedoides: Eg, Ag, A, Tu, Ba, Cr, Ci, F, G, S, I, J, Li, MO, Ma, Sa, Si, T
- Silene sericea: Ba, Co, I, Sa
- Silene succulenta
- Silene succulenta syn. Silene corsica: Co, Cr, Sa
- Silene succulenta subsp. corsica Co, Sa
- Silene uniflora
- Silene viridiflora
- Silene velutina: Co, Sa
- Silene velutinoides: Ag, Sa
- Silene vulgaris
- Silene vulgaris subsp. prostrata
- Silene vulgaris subsp. vulgaris
- Saponaria ocymoides
- Saponaria ocymoides subsp. alsinoides: Co, Sa
- Saponaria officinalis
- Saponaria sicula
- Saponaria sicula subsp. sicula: Sa, Si
- Spergula arvensis
- Spergula arvensis subsp. chieusseana
- Spergula pentandra
- Spergularia bocconei
- Spergularia diandra
- Spergularia macrorrhiza: Co, I, Sa
- Spergularia maritima
- Spergularia maritima subsp. maritima: Ag, Ba, Co, F, S, I, P, Sa, Si
- Spergularia nicaeensis: Ag, Co, F, S, I, Sa
- Spergularia rubra
- Spergularia salina
- Stellaria media
- Stellaria media subsp. media
- Stellaria neglecta
- Stellaria pallida
- Vaccaria hispanica
- Vaccaria hispanica subsp. hispanica
- Velezia rigida

## Celastraceae
- Evonymus europaeus

## Ceratophyllaceae
- Ceratophyllum demersum

## Chenopodiaceae
Secondo recenti classificazioni questa famiglia confluisce in quella delle Amaranthaceae
- Arthrocnemum macrostachyum
- Atriplex halimus
- Atriplex patula
- Atriplex portulacoides
- Atriplex prostrata
- Atriplex prostrata
- Atriplex rosea
- Atriplex tatarica

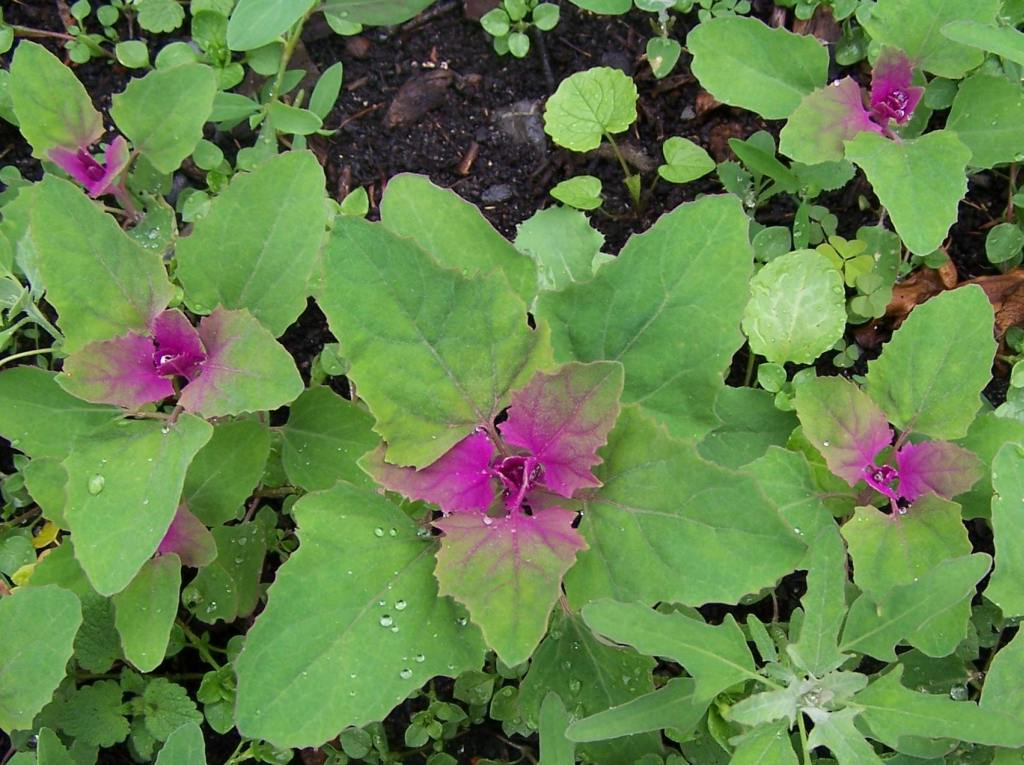
C. album

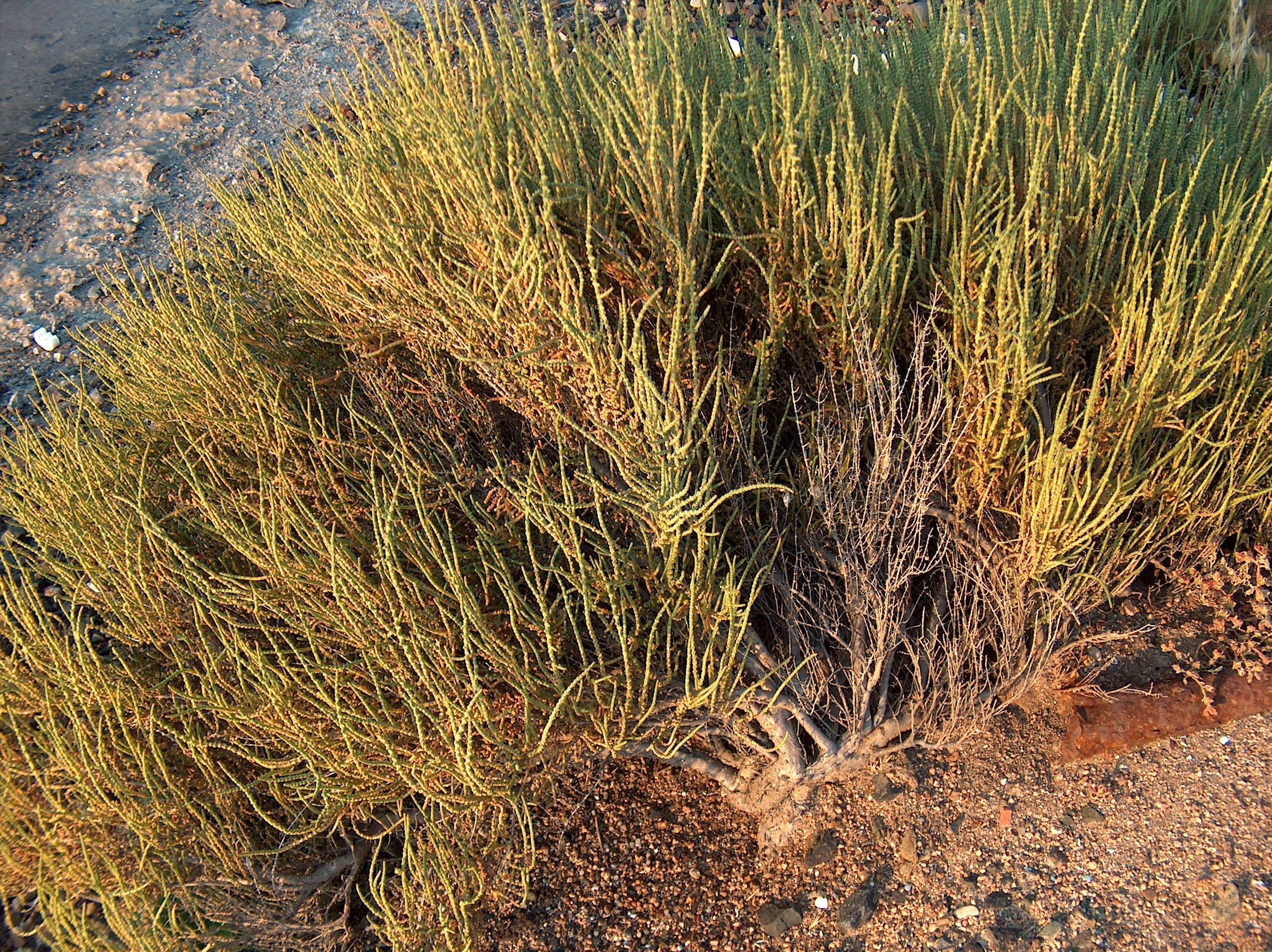
H. strobilaceum

- Atriplex tornabenei: Co, S, F, I, Sa, Si
- Bassia hirsuta
- Beta vulgaris
- Beta maritima
- Camphorosma monspeliaca
- Chenopodium album
- Chenopodium opulifolium
- Chenopodium bonus-henricus
- Chenopodium botrys
- Chenopodium murale
- Chenopodium polyspermum
- Chenopodium urbicum
- Chenopodium vulvaria
- Halocnemum strobilaceum
- Halopeplis amplexicaulis
- Salicornia europaea
- Salicornia ramosissima
- Salsola kali
- Salsola kali subsp. kali
- Salsola soda
- Salsola vermiculata
- Salsola flavescens: S, F, P, Sa
- Salsola vermiculata: S, P, Sa
- Sarcocornia fruticosa
- Sarcocornia perennis
- Spinacia oleracea
- Suaeda maritima
- Suaeda splendens
- Suaeda vera

## Cistaceae

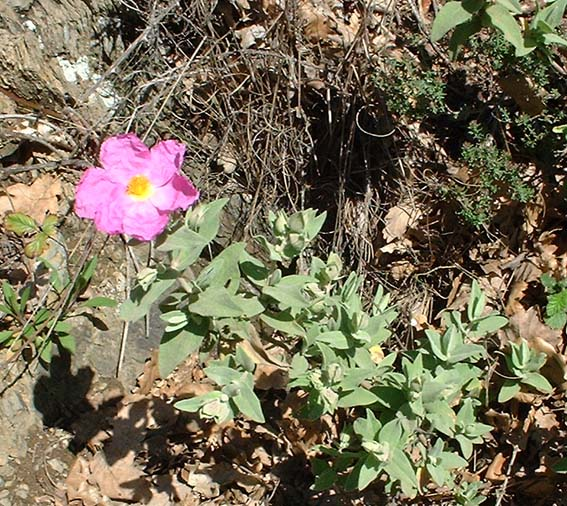
C. albidus

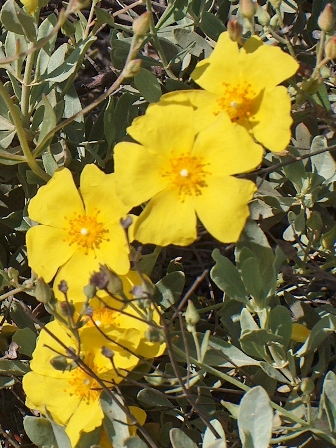
H. croceum

- Cistus albidus : Eg, Co, F, S, I, Sa
- Cistus creticus
  - Cistus creticus subsp. corsicus: Co, Sa
  - Cistus creticus subsp. creticus]: Med
  - Cistus creticus subsp. eriocephalus
- Cistus halimifolius: Med
  - Cistus halimifolius subsp. halimifolius: W-Med
- Cistus monspeliensis
- Cistus salviifolius
- Fumana ericoides
- Fumana laevipes: W-Med
- Fumana procumbens
- Fumana thymifolia: Med
- Helianthemum aegyptiacum
- Helianthemum caput-felis: Eg, Ba, S, Sa
- Helianthemum croceum : Eg, F, S, I, P, Sa, Si
- Helianthemum ledifolium
- Helianthemum morisianum: Sa
- Helianthemum oelandicum
  - Helianthemum oelandicum subsp. allionii: Sa, Si
- Helianthemum salicifolium
- Tuberaria guttata
- Tuberaria inconspicua: Eg, Co, G, S, I, P, Sa, Si
- Tuberaria praecox: Eg, I, J, Sa, Si
- Tuberaria lignosa

## Compositae (Asteraceae)

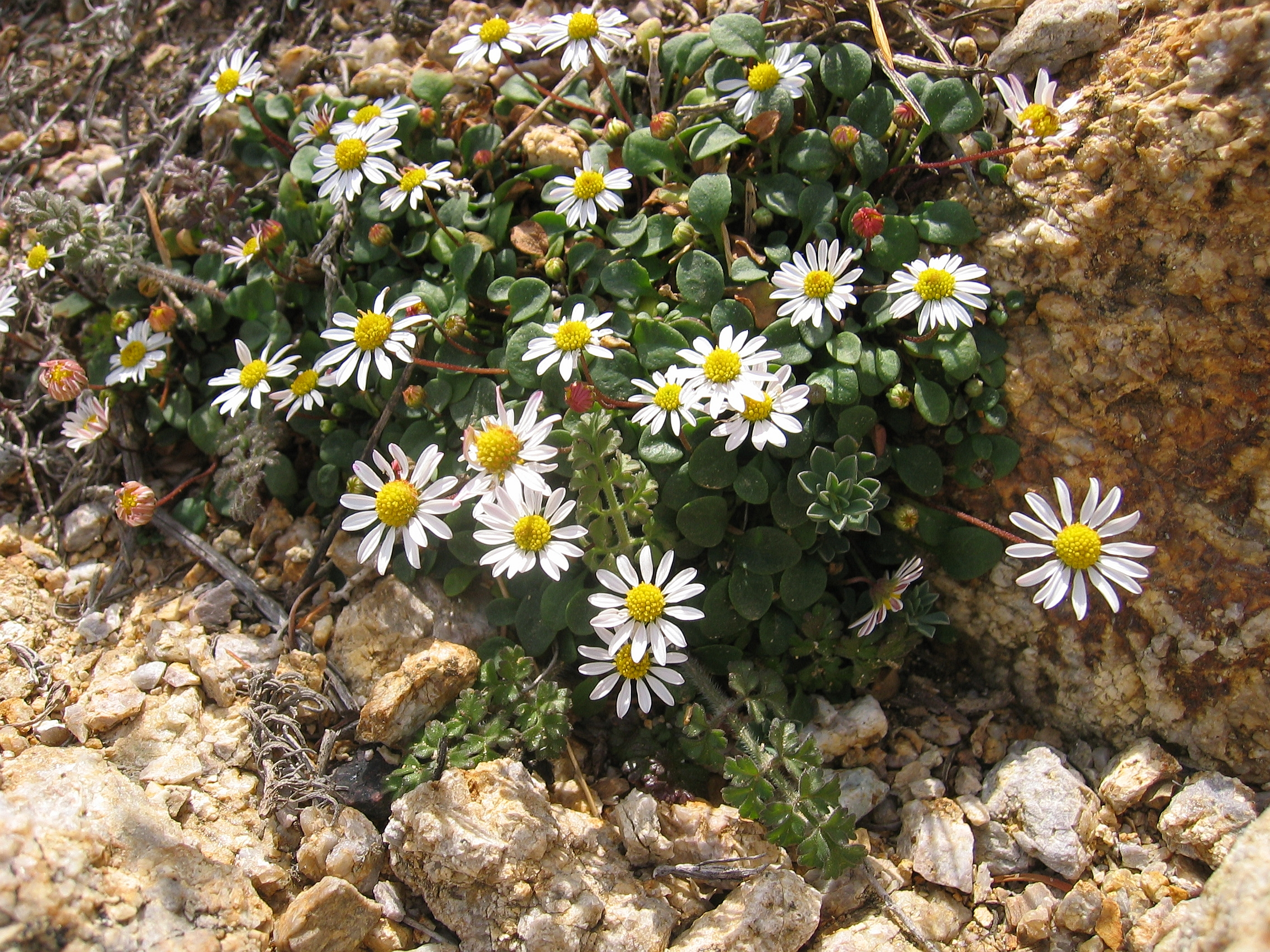
B. bellidioides
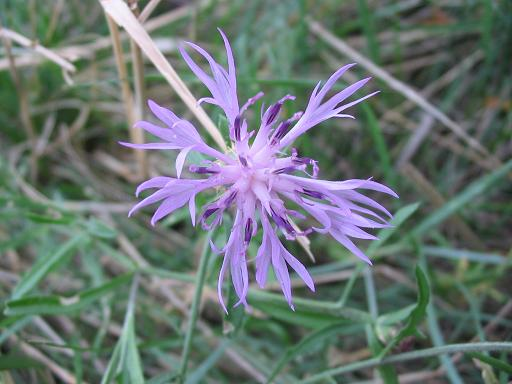
C. aspera
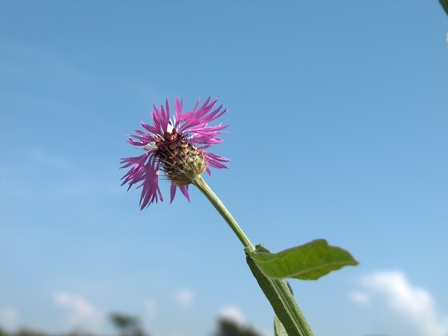
C. napifolia
S. hispanicus
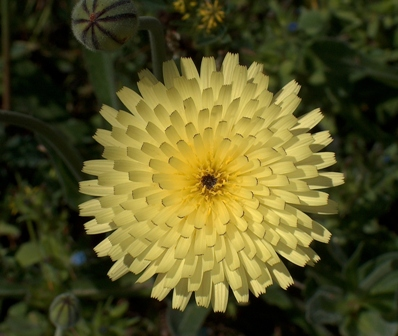
U. dalechampii

- Achillea ageratum
- Achillea ligustica
- Achillea millefolium
- Achillea sp.
- Anthemis arvensis
- Anthemis arvensis subsp. arvensis
- Anthemis sp.
- Anthemis cotula
- Artemisia arborescens
- Artemisia caerulescens
- Artemisia caerulescens subsp. gallica
- Bellis annua
- Bellis annua subsp. annua
- Bellis perennis
- Bellis sylvestris
- Bellium bellidioides: Ba, Co, Sa
- Bellium crassifolium: Sa
- Carlina corymbosa
- Carlina corymbosa subsp. corymbosa
- Carlina lanata
- Carlina macrocephala: Co, I, Sa, Si
- Carlina macrocephala subsp. macrocephala: Co, Sa
- Carlina racemosa
- Centaurea aspera: Ba, F, E, I, P, Sa
- Centaurea calcitrapa
- Centaurea filiformis: Sa
- Centaurea horrida: Sa
- Centaurea napifolia
- Centaura sp.
- Chrysanthemum coronarium
- Chrysanthemum segetum
- Cichorium intybus
- Evax asterisciflora
- Evax pygmaea
- Evax rotundata: Co, Sa
- Galactites tomentosa
- Helichrysum frigidum: Co, Sa[6]
- Helichrysum montelinasanum: Sa[6]
- Helichrysum saxatile: Sa, Si[6]
  - H. saxatile subsp. saxatile: Sa
  - H. saxatile subsp. morisianum
- Helichrysum italicum[6]
  - H. italicum subsp. italicum
  - H. italicum subsp. microphyllum: Co, Sa
  - H. italicum subsp. pseudolitoreum
- Hypochaeris achyrophorus
- Hypochaeris cretensis
- Hypochaeris glabra
- Hypochaeris radicata
- Hypochaeris robertia Co, I, Sa, Si
- Lactuca longidentata: Sa
- Lactuca saligna
- Lactuca serriola
- Lactuca viminea
- Lactuca viminea subsp. viminea
- Lactuca viminea subsp. chondrilliflora
- Lactuca viminea subsp. ramosissima
- Lactuca virosa
- Lamyropsis microcephala: Sa
- Onopordum argolicum
- Onopordum illyricum
- Onopordum illyricum subsp. illyricum
- Onopordum illyricum sbsp. horridus: A, Co, I, J, Sa, Si
- Otanthus maritimus
- Phagnalon rupestre
- Phagnalon saxatilis
- Phagnalon sordidum
- Ptilostemon casabonae: Co, F, I, Sa
- Santolina chamaecyparissus
- Santolina chamaecyparissus subsp. insularis
- Scolymus hispanicus
- Silybum marianum
- Urospermum dalechampii
- Urospermum picroides

## Cornaceae
- Cornus sanguinea
- Cornus sanguinea subsp. sanguinea

## Cruciferae
- Aethionema saxatile

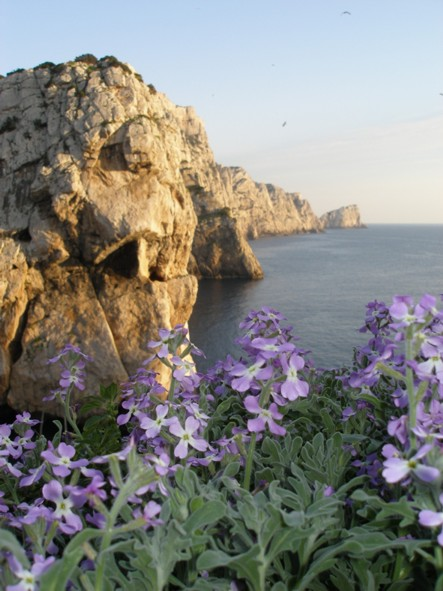

- Aethionema saxatile subsp. ovalifolium : F, S, M, Sa
- Aethionema saxatile subsp. saxatile
- Alyssum alyssoides
- Alyssum minutum
- Alyssum robertianum: Co, Sa
- Alyssum tavolarae: Sa
- Alyssum simplex
- Arabidopsis thaliana
- Arabis auriculata
- Arabis collina
- Arabis hirsuta
- Arabis hirsuta
- Arabis planisiliqua: Ba, Co, F, S, I, P, Sa
- Arabis sagittata
- Arabis turrita
- Arabis verna: Eg, Ag, A, Ba, Co, Cr, Ci, F, G, S, MO, I, J, Li, M, Sa, Si, T, Tu,
- Barbarea rupicola : Co, Sa
- Barbarea verna
- Barbarea vulgaris
- Biscutella didyma
- Biscutella didyma subsp. apula: Ag, Co, I, M, Ma Sa, Si, T
- Biscutella didyma subsp. columnae
- Bivonaea lutea: Ag, Sa, Si, T
- Brassica fruticulosa: Ag F, ?G, S I, ?J, ?Li, M, Ma Sa, Si
- Brassica fruticulosa subsp. fruticulosa
- Brassica insularis: Ag, Co, Sa, Si, T
- Brassica tournefortii
- Bunias erucago
- Cakile maritima
- Cakile maritima subsp. maritima
- Calepina irregularis
- Camelina sativa
- Camelina sativa subsp. pilosa
- Capsella bursa-pastoris
- Capsella rubella
- Cardamine flexuosa
- Cardamine hirsuta
- Cardamine pratensis
- Cardaria draba
- Cardaria draba subsp. draba
- Carrichtera annua
- Clypeola jonthlaspi
- Coincya cheiranthos
- Coincya cheiranthos subsp. rectangularis : Co, Sa
- Coronopus squamatus
- Diplotaxis erucoides
- Diplotaxis erucoides subsp. erucoides
- Diplotaxis muralis
- Diplotaxis tenuifolia
- Diplotaxis viminea
- Draba muralis
- Enarthrocarpus lyratus
- Erophila verna
- Erophila praecox
- Erophila spathulata
- Erophila verna
- Eruca vesicaria
- Eruca sativa
- Eruca sativa subsp. longirostris
- Hesperis laciniata: A, B, F, G, S, I, J, P, M, Sa, Si
- Hesperis laciniata subsp. laciniata
- Hirschfeldia incana
- Hornungia petraea
- Hymenolobus procumbens
- Hymenolobus procumbens subsp. procumbens
- Hymenolobus procumbens subsp. revelierei: Co, I, Ma, ?Sa, Si
- Iberis ciliata
- Iberis integerrima: Sa
- Isathis tinctoria
- Isatis tinctoria subsp. canescens
- Lepidium graminifolium
- Lepidium graminifolium subsp. suffruticosum: Ba, ?Co, S, ?I, Sa, Si
- Lepidium latifolium
- Lepidium ruderale
- Lobularia maritima
- Lunaria rediviva
- Malcolmia maritima: Eg A, ?Co, Cr, Ci, G, I, ?Sa, Tu
- Malcolmia maritima : A, ?Co, G, ?Sa
- Malcolmia ramosissima: Ag, B, Co, F, G, S, I, P, M, Sa, T
- Matthiola incana
- Matthiola incana subsp. incana
- Matthiola sinuata
- Matthiola sinuata subsp. ligurica  Co, G, I, Sa, Si
- Matthiola tricuspidata: Eg, Ag, Ba, Co, Cr, Ci, F, G, S, MO, I, Li, M, Ma, Sa, Si, T, Tu
- Morisia monanthos : Co, Sa
- Myagrum perfoliatum
- Nasturtium officinale
- Neslia apiculata
- Raphanus raphanistrum
- Raphanus raphanistrum subsp. landra
- Raphanus raphanistrum subsp. maritimus
- Raphanus raphanistrum subsp. raphanistrum
- Rapistrum rugosum
- Rapistrum rugosum subsp. linnaeanum
- Rapistrum rugosum subsp. orientale
- Rorippa amphibia
- Rorippa sylvestris
- Rorippa sylvestris subsp. sylvestris
- Sinapis alba
- Sinapis alba subsp. dissecta
- Sinapis alba subsp. mairei
- Sinapis arvensis
- Sinapis arvensis subsp. arvensis
- Sinapis pubescens: Ag, F, I, Li, Sa, Si, T
- Sinapis pubescens subsp. pubescens
- Sisymbrium erysimoides
- Sisymbrium irio
- Sisymbrium officinale
- Sisymbrium orientale
- Sisymbrium polyceratium: eg, A, Ba, B, Co, Cr, Ci, F, G, I, J, Li, Ma, Sa, Si, MO, T, Tu
- Succowia balearica
- Teesdalia coronopifolia
- Thlaspi brevistylum: A, Co, Cr, G, I, Sa, Si
- Thlaspi brevistylum : Co, Sa
- Thlaspi perfoliatum
- Thlaspi perfoliatum subsp. perfoliatum

## Cucurbitaceae
- Bryonia cretica
- Bryonia marmorata: Co, Sa
- Ecballium eleterium

## Cupressaceae
- Juniperus communis
- Juniperus communis subsp. alpina
- Juniperus communis subsp. communis
- Juniperus oxycedrus
- Juniperus oxycedrus subsp. macrocarpa: Eg, Ag, A, Ba, B, Co, Cr, F, G, S, I, J, Li, M, Sa, Si, T
- Juniperus oxycedrus subsp. oxycedrus
- Juniperus phoenicea
- Juniperus phoenicea subsp. mediterranea: Ag, Ba, Co, Cr, F, G, P, M, Sa

## Cynomoriaceae
- Cynomorium coccineum: Ag, Ba, E, S, MO, I, Li, P, M, Me, Sa, Si, T

## Dipsacaceae
- Cephalaria leucantha: Ag, A, Co, F, G, S, I, J, P, M, Sa
- Cephalaria squamiflora: E, Ba, ?Co, Cr, G, Sa
- Cephalaria squamiflora subsp. mediterranea: ?Co, Sa
- Dipsacus ferox: Co, I, Sa
- Dipsacus fullonum
- Lomelosia stellata: Ag, Ba, F, S, ?I, Li, P, M, Sa, T
- Lomelosia simplex: Ag, F, S, ?I, P, M, Sa, T
- Lomelosia simplex subsp. simplex: Ag, F, S, ?I, P, M, Sa, T
- Pycnocomon rutifolium: Ag, Co, S, I, P, M, Sa, Si, T
- Scabiosa columbaria: Ag, A, B, Co, F, G, S, I, J, MO, P, M, Sa, Tu
- Scabiosa holosericea: ?A, I, Sa
- Sixalix atropurpurea
- Sixalix atropurpurea subsp. maritima

## Elatinaceae
- Elatine macropoda: Ag, A, Ba, Co, Ci, E, F, G, S, MO, I, Li, P, M, Ma, Sa, Si, T
- Elatine triandra

## Ephedraceae
- Ephedra distachya
- Ephedra distachya subsp. distachya: Co, F, S, I, Sa, Si
- Ephedra nebrodensis

## Equisetaceae
- Equisetum arvense
- Equisetum ramosissimum
- Equisetum telmateia

## Ericaceae

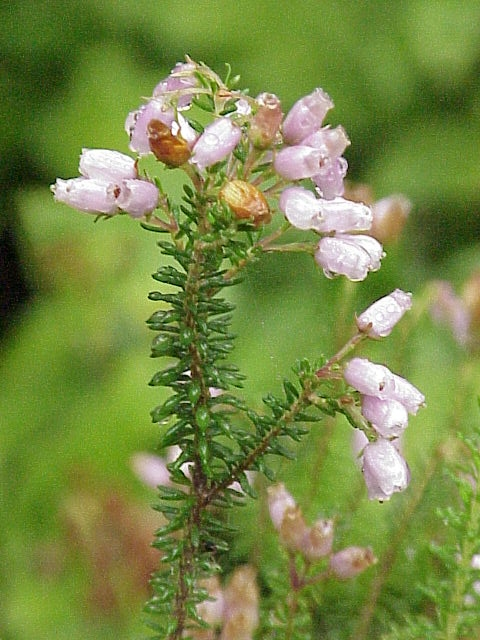
E. terminalis

- Arbutus unedo
- Erica arborea
- Erica multiflora
- Erica scoparia
- Erica scoparia subsp. scoparia
- Erica terminalis: Co, S, I, M, Sa

## Euphorbiaceae
- Chrozophora tinctoria
- Euphorbia amygdaloides
- Euphorbia semiperfoliata: Co, Sa
- Euphorbia chamaesyce
- Euphorbia characias: Eg, A, Ba, Co, Cr, Ci, F, G, S, I, J, P, M, Ma, Sa, Si, Tu
- Euphorbia characias: Ba, Co, Cr, F, S, I, Li, P, M, Ma, Sa, Si
- Euphorbia cuneifolia: Ag, Co, I, Sa, Si, T
- Euphorbia dendroides: Eg, Ag, A, Tu, Ba, Co, Cr, E, F, G, S, MO, I, J, Li, Ma, Sa, Si, T
- Euphorbia exigua
- Euphorbia helioscopia
- Euphorbia hirsuta
- Euphorbia humifusa
- Euphorbia hyberna
- Euphorbia hyberna subsp. insularis: Co, I, Sa
- Euphorbia lagascae: S, Sa
- Euphorbia lathyris: Co, G, I, Sa
- Euphorbia maculata
- Euphorbia paralias
- Euphorbia peplis
- Euphorbia peplus
- Euphorbia pithyusa: Ba, Co, F, I, Sa, Si
- Euphorbia pithyusa subsp. cupanii: Co, Sa, Si
- Euphorbia pithyusa subsp. pithyusa
- Euphorbia platyphyllos
- Euphorbia pterococca
- Euphorbia segetalis
- Euphorbia pinea
- Euphorbia serrata
- Euphorbia spinosa: A, Co, F, I, J, Ma, Sa
- Euphorbia spinosa subsp. spinosa
- Euphorbia terracina
- Euphorbia valerianifolia
- Euphorbia akenocarpa: Ag, S, I, M, Sa, Si, T
- Mercurialis annua
- Mercurialis ambigua: Ag, Ba, Co, F, S, I, J, M, Ma, Sa, T
- Mercurialis corsica: Co, Sa
- Ricinus communis

## Fagaceae
- Castanea sativa
- Quercus coccifera: Eg, Ag, A, Ba, B, Cr, Ci, F, G, S, MO, I, J, Li, P, M, Sa, Si, T, Tu
- Quercus congesta: I, Sa, Si
- Quercus ilex
- Quercus pubescens
- Quercus suber

## Frankeniaceae
- Frankenia hirsuta
- Frankenia laevis
- Frankenia laevis subsp. laevis
- Frankenia pulverulenta
- Frankenia pulverulenta subsp. pulverulenta

## Geraniaceae
Genere Erodium

E. corsicum

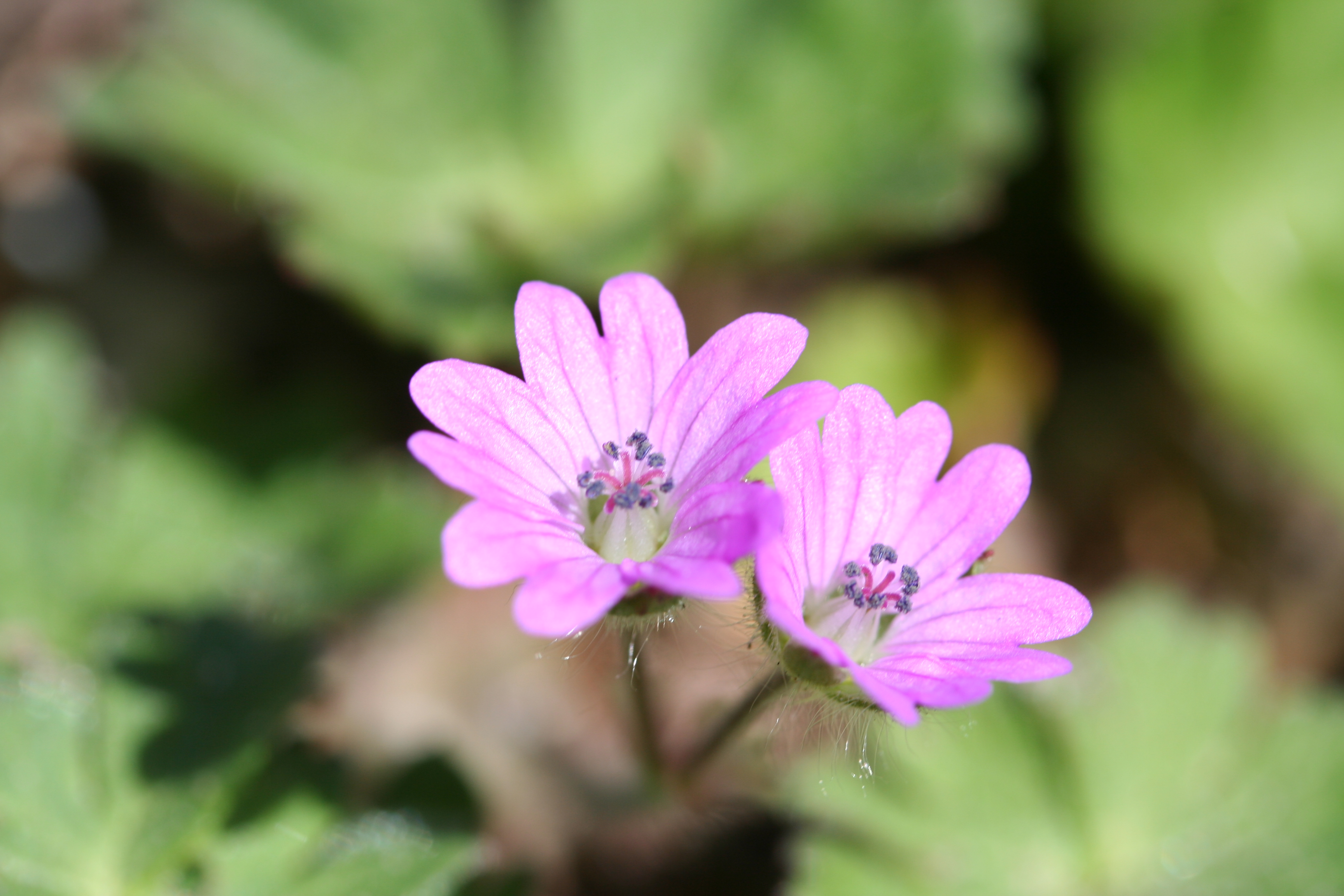
G. molle

G. robertianum

- Erodium acaule: A, F, G, S, MO, I, P, M, Ma, Sa, Si, Tu
- Erodium acaule: F, G, S, MO, I, P, Ma, Sa, Si, Tu
- Erodium alnifolium: A, I, M, Sa, Si, Tn
- Erodium botrys
- Erodium chium
- Erodium ciconium
- Erodium cicutarium
- Erodium salzmannii
- Erodium corsicum: Co Sa
- Erodium laciniatum
- Erodium laciniatum subsp. laciniatum
- Erodium malacoides
- Erodium maritimum
- Erodium moschatum

Genere Geranium
- Geranium bohemicum
- Geranium lanuginosum
- Geranium columbinum
- Geranium dissectum
- Geranium lucidum
- Geranium molle
- Geranium molle subsp. molle
- Geranium pusillum
- Geranium robertianum
- Geranium robertianum subsp. purpureum
- Geranium robertianum subsp. robertianum
- Geranium rotundifolium
- Geranium tuberosum
- Geranium tuberosum subsp. tuberosum

## Gesneriaceae
- Globularia alypum: E, Ag, A, Tu, Ba, Co, Cr, F, G, S, I, J, Li, M, Sa, Si, T

## Guttiferae
Genere Hypericum

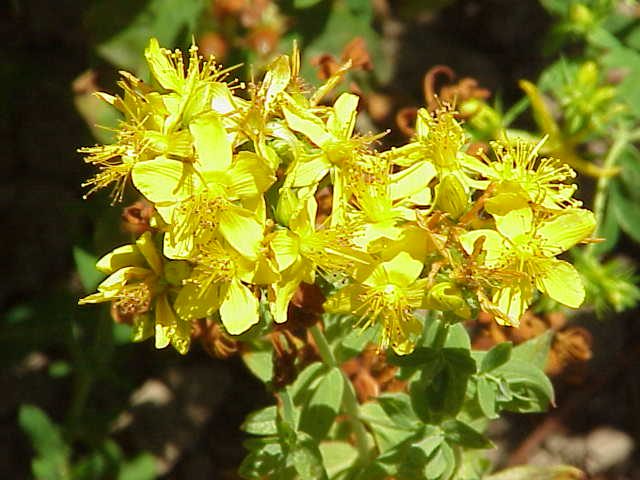
H. quadrangulum

- Hypericum aegypticum: Ag, Cr, G, Li, M, Ma, Sa, Si
- Hypericum annulatum
- Hypericum hircinum
- Hypericum hircinum subsp. hircinum
- Hypericum australe: Ag, Ba, Co, S, I, M, Ma, Sa, Si, T
- Hypericum humifusum
- Hypericum perfoliatum
- Hypericum perforatum
- Hypericum perforatum subsp. veronense
- Hypericum quadrangulum
- Hypericum tomentosum: Ag, Ba, F, S, I, Li, P, M, Ma, Sa, Si, T
- Hypericum pubescens
- Hypericum tomentosum: Ag, Ba, F, S, I, P, M, Sa, T

## Haloragaceae
- Myriophyllum alterniflorum
- Myriophyllum spicatum
- Myriophyllum verticillatum

## Hippocastanaceae
- Aesculus hippocastanum

## Isoëtaceae
- Isoëtes histrix
- Isoëtes duriei : A, T, Ba, Co, F, G, E, I, P, Sa, Si, Tu
- Isoëtes histrix
- Isoëtes velata: A, Ba, Co, F, E, I, L, P, M, Sa, Si, Tu
- Isoëtes velata subsp. tegulensis: A, M, Sa, Tu
- Isoëtes velata subsp. velata: A, Ba, Co, F, E, I, L, P, M, Sa, Si, Tu

## Juglandaceae
- Juglans regia

## Lamiaceae
- Lavandula stoechas
- Mentha aquatica
- Mentha pulegium
- Nepeta foliosa: Sa
- Prasium majus
- Salvia desoleana: Sa
- Satureja thymbra
- Stachys corsica: Co, Sa
- Stachys glutinosa: Capraia, Co, Sa
- Thymus capitatus
- Thymus herba-barona: Co, Sa
- Teucrium flavum subsp. glaucum
- Teucrium marum
- Teucrium massiliense
- Teucrium polium subsp. capitatum
- Teucrium subspinosum Maiorca, Sa

## Lauraceae
- Laurus nobilis

## Leguminosae

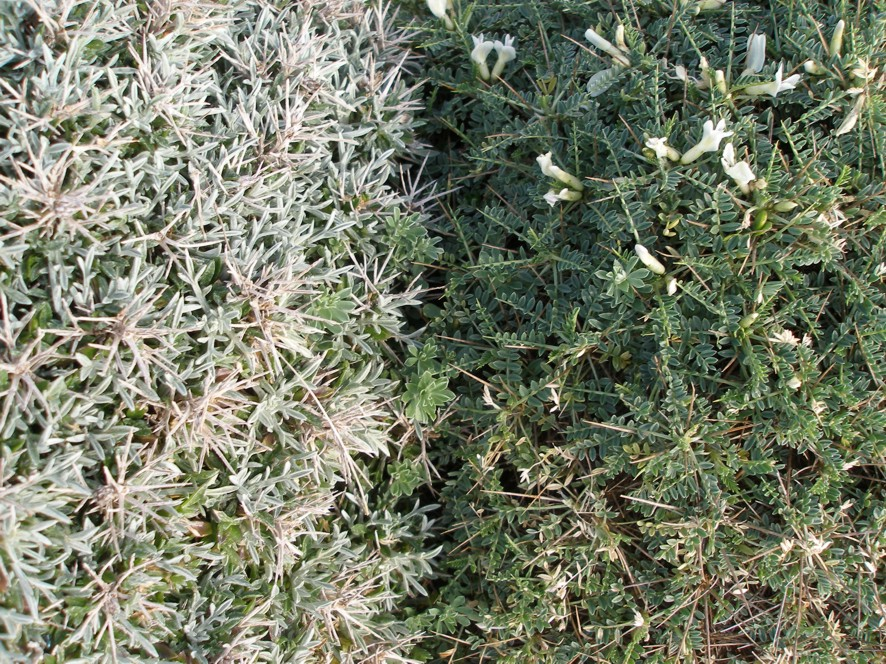
A. terracianoi (a destra) e C. horrida (a sinistra)
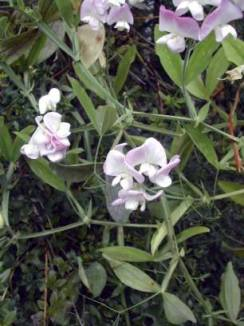
L. latifolius
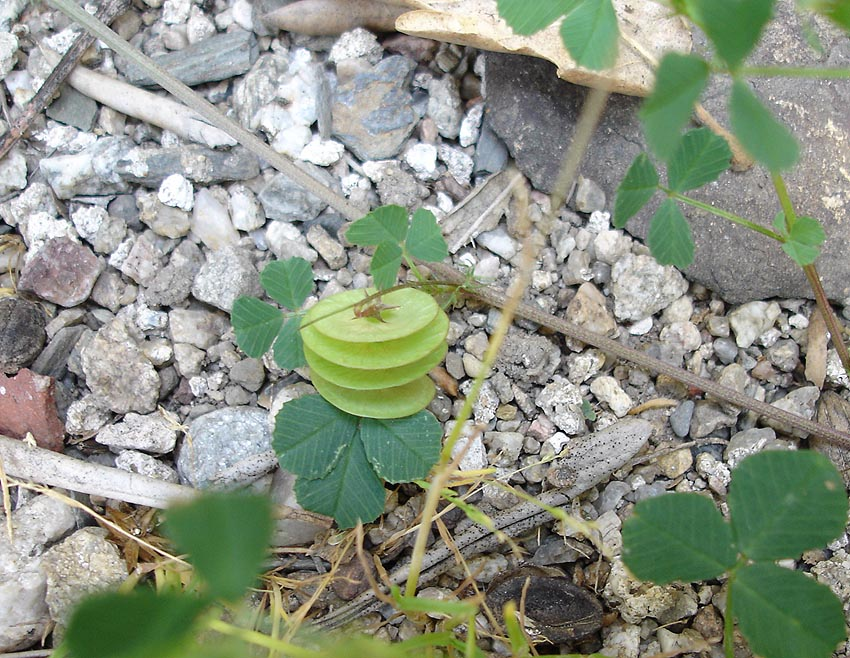
M. orbicularis
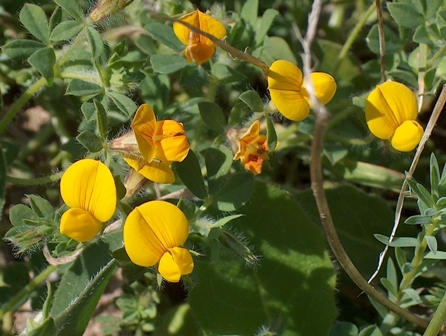
O. natrix
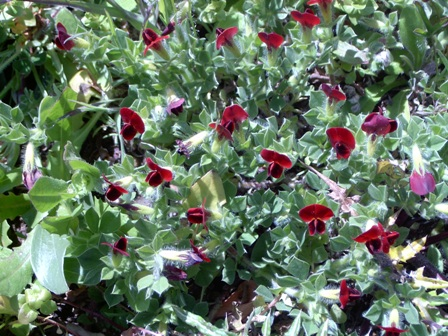
T. purpureus

- Acacia cianophilla
- Acacia dealbata
- Anagyris foetida
- Anthyllis barba-jovis: Co, Cr, F, G, S, I, J, Sa, Si
- Anthyllis gerardii
- Anthyllis hermanniae
- Anthyllis tetraphylla
- Anthyllis vulneraria
- Anthyllis vulneraria subsp. praepropera
- Astragalus massiliensis: Co, Sa
- Astragalus sirinicus
- Astragalus sirinicus subsp. genargenteus: Co, Sa
- Astragalus terracianoi
- Calicotome spinosa
- Calicotome villosa
- Ceratonia siliqua
- Cercis siliquastrum
- Colutea arborescens
- Cytisus villosus
- Genista acanthoclada
- Genista corsica
- Genista ephedroides
- Lathyrus annuus
- Lathyrus aphaca
- Lathyrus cicera
- Lathyrus latifolius
- Lathyrus ochrus
- Lupinus angustifolius
- Lupinus luteus
- Lupinus micranthus
- Medicago aculeata
- Medicago arabica
- Medicago arborea
- Medicago ciliaris
- Medicago intertexta
- Medicago littoralis
- Medicago lupulina
- Medicago marina
- Medicago minima
- Medicago murex
- Medicago orbicularis
- Medicago polymorpha
- Medicago praecox
- Medicago rigidula
- Medicago rugosa
- Medicago sativa
- Medicago scutellata
- Medicago tenoreana
- Medicago tornata
- Medicago trunculata

- Medicago turbinata
- Melilotus officinalis
- Melilotus sulcatus
- Ononis alba
- Ononis biflora
- Ononis diffusa
- Ononis mitissima
- Ononis minutissima
- Ononis natrix
- Ononis ornithopodioides
- Ononis pusilla
- Ononis reclinata
- Ononis spinosa
- Pisum sativum subsp. elatius
- Psoralea bituminosa
- Psoralea morisiana (nome provvisorio?): Sa
- Robinia pseudoacacia
- Spartium junceum
- Teline monspessulana
- Tetragonolobus maritimus
- Tetragonolobus purpureus
- Trifolium angustifolium
- Trifolium arvense
- Trifolium bocconei
- Trifolium campestre
- Trifolium cherleri
- Trifolium diffusum
- Trifolium fragiferum
- Trifolium glomeratum
- Trifolium incarnatum
- Trifolium pratense
- Trifolium stellatum
- Vicia altissima
- Vicia articulata
- Vicia benghalensis
- Vicia bithynica
- Vicia cracca
- Vicia disperma
- Vicia glauca
- Vicia hirsuta
- Vicia hybrida
- Vicia lathyroides
- Vicia leucantha
- Vicia lutea
- Vicia monantha
- Vicia narbonensis

## Linaceae
- Linum bienne
- Linum corymbulosum
- Linum decumbens
- Linum maritimum
- Linum strictum
- Linum tenuifolium
- Linum trigynum
- Linum usitatissimum
- Radiola linoides

## Myrtaceae

M. communis subsp. tarentina

- Eucalyptus botryoides
- Eucalyptus camaldulensis
- Eucalyptus globulus
- Eucalyptus maidenii
- Eucalyptus resinifer
- Eucalyptus robustus
- Eucalyptus rudis
- Myrtus communis
- Myrtus communis subsp. tarentina

## Orchidaceae

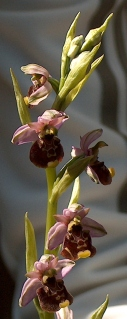
O. holosericea

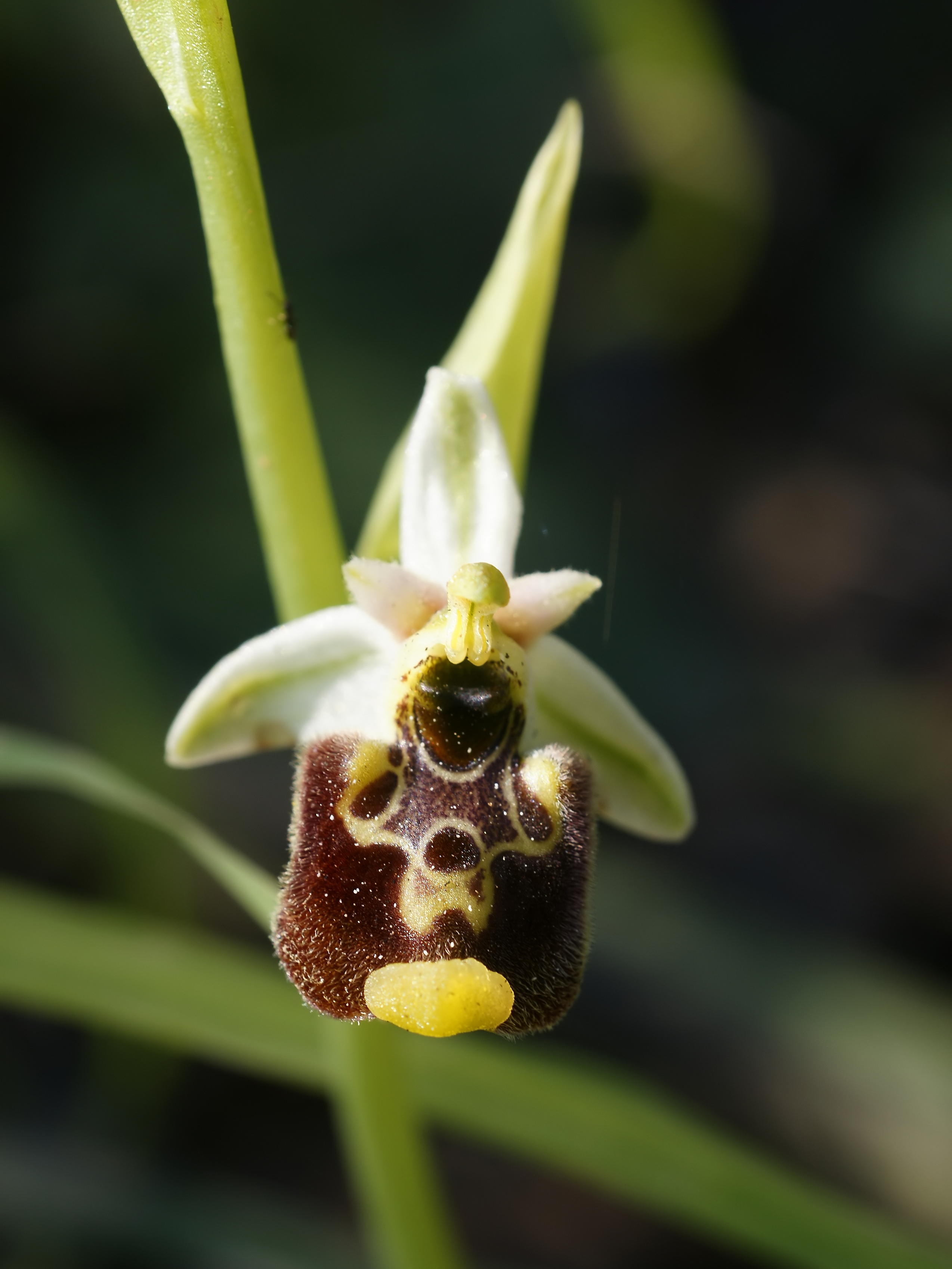
Ophrys holosericea subsp. annae

Anacamptis papilionacea subsp. papilionacea

- Anacamptis coriophora
- Anacamptis laxiflora
- Anacamptis longicornu
- Anacamptis morio
- Anacamptis papilionacea
- Anacamptis pyramidalis
- Barlia robertiana
- Cephalanthera damasonium
- Cephalanthera longifolia
- Cephalanthera rubra
- Epipactis helleborine
- Gennaria diphylla
- Limodorum abortivum
- Neotinea lactea
- Ophrys apifera
- Ophrys bombyliflora
- Ophrys fusca
- Ophrys holosericea
  - Ophrys holosericea subsp. annae
- Ophrys lutea
- Ophrys speculum
- Ophrys sphegodes
- Ophrys tenthredinifera
- Orchis anthropophora
- Orchis mascula
- Orchis provincialis
- Serapias cordigera
- Serapias lingua
- Serapias parviflora
- Serapias vomeracea

## Oxalidaceae
- Oxalis corniculata
- Oxalis pes-caprae

## Papaveraceae

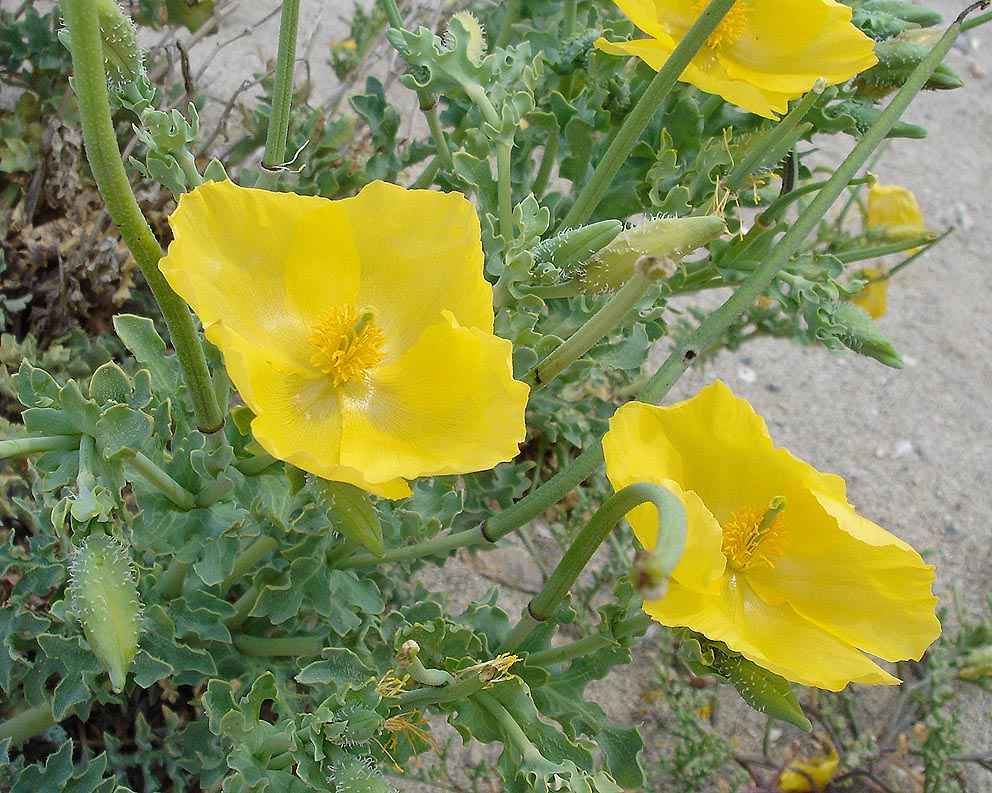
G. flavum

- Papaver somniferum
- Papaver rhoeas
- Glaucium flavum
- Fumaria capreolata
- Fumaria officinalis

## Paeoniaceae
- Paeonia coriacea
- Paeonia mascula
- Paeonia mascula subsp. russoi

## Ranunculaceae
- Adonis aestivalis
- Adonis annua
- Adonis microcarpa
- Anemone coronaria
- Anemone hortensis: Med
- Anemone palmata
- Aquilegia barbaricina: Sa
- Aquilegia nugorensis: Sa
- Aquilegia nuragica: Sa
- Clematis cirrhosa
- Clematis flammula
- Clematis vitalba
- Delphinium halteratum
- Delphinium pictum: Ba, Co, Sa
- Delphinium requienii: Co, Sa
- Delphinium staphisagria

A. coronaria

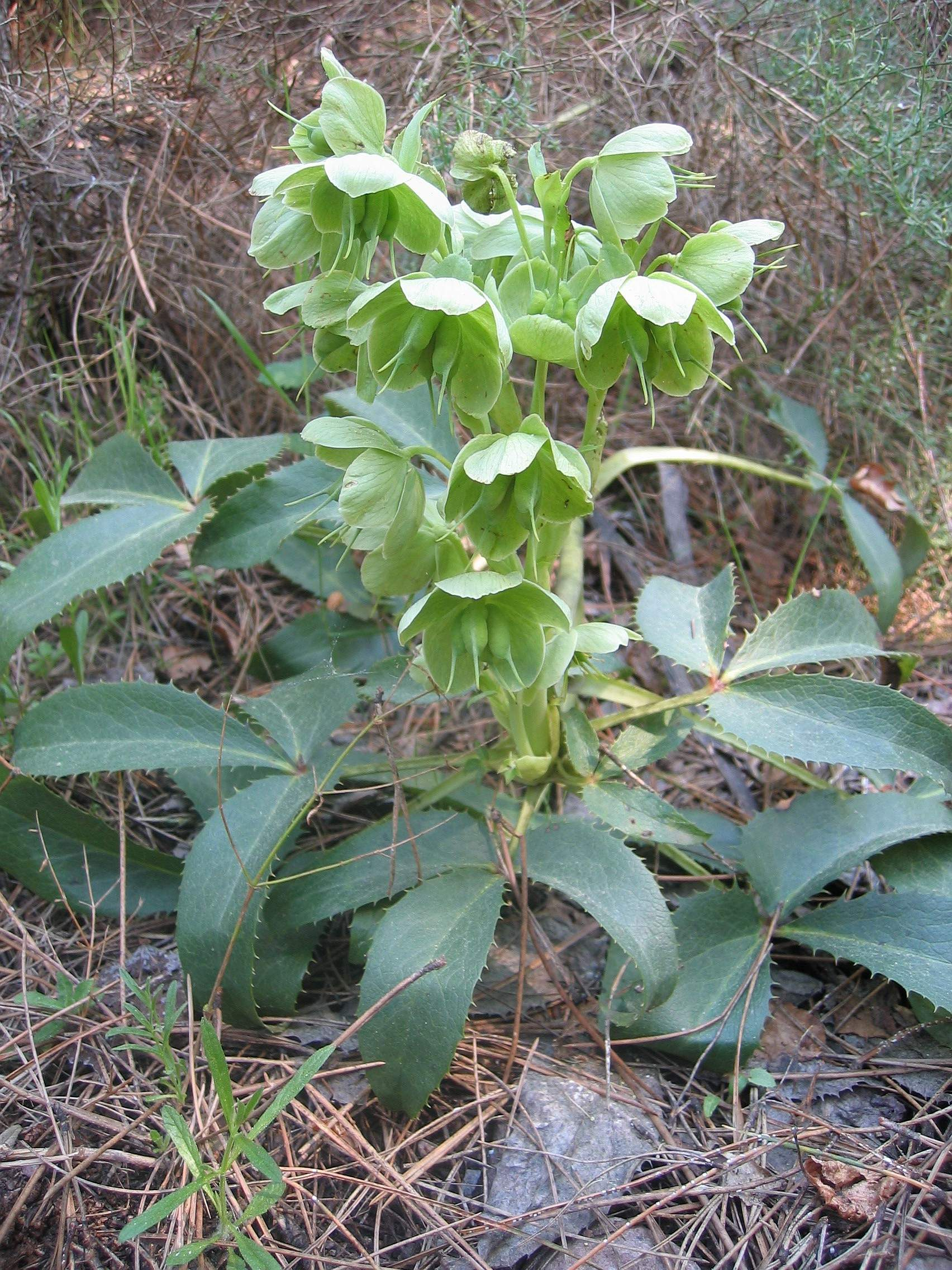
H. argutifolius subsp. corsicus

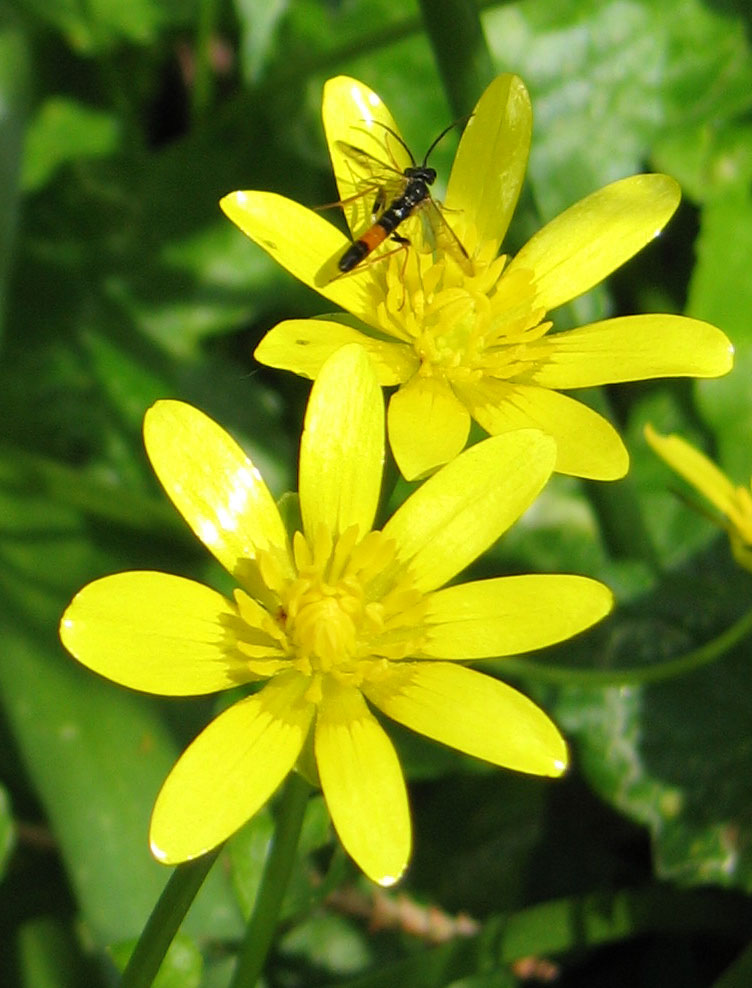
R. ficaria

- Helleborus lividus syn. Helleborus argutifolius: Ba, Co, Sa
- Helleborus lividus subsp. corsicus: Co, Sa
- Nigella arvensis
- Nigella arvensis subsp. arvensis
- Nigella damascena
- Ranunculus aquatilis
- Ranunculus arvensis
- Ranunculus batrachioides: S, Sa
- Ranunculus bulbosus
- Ranunculus bullatus
- Ranunculus ficaria
- Ranunculus sp.

## Rosaceae

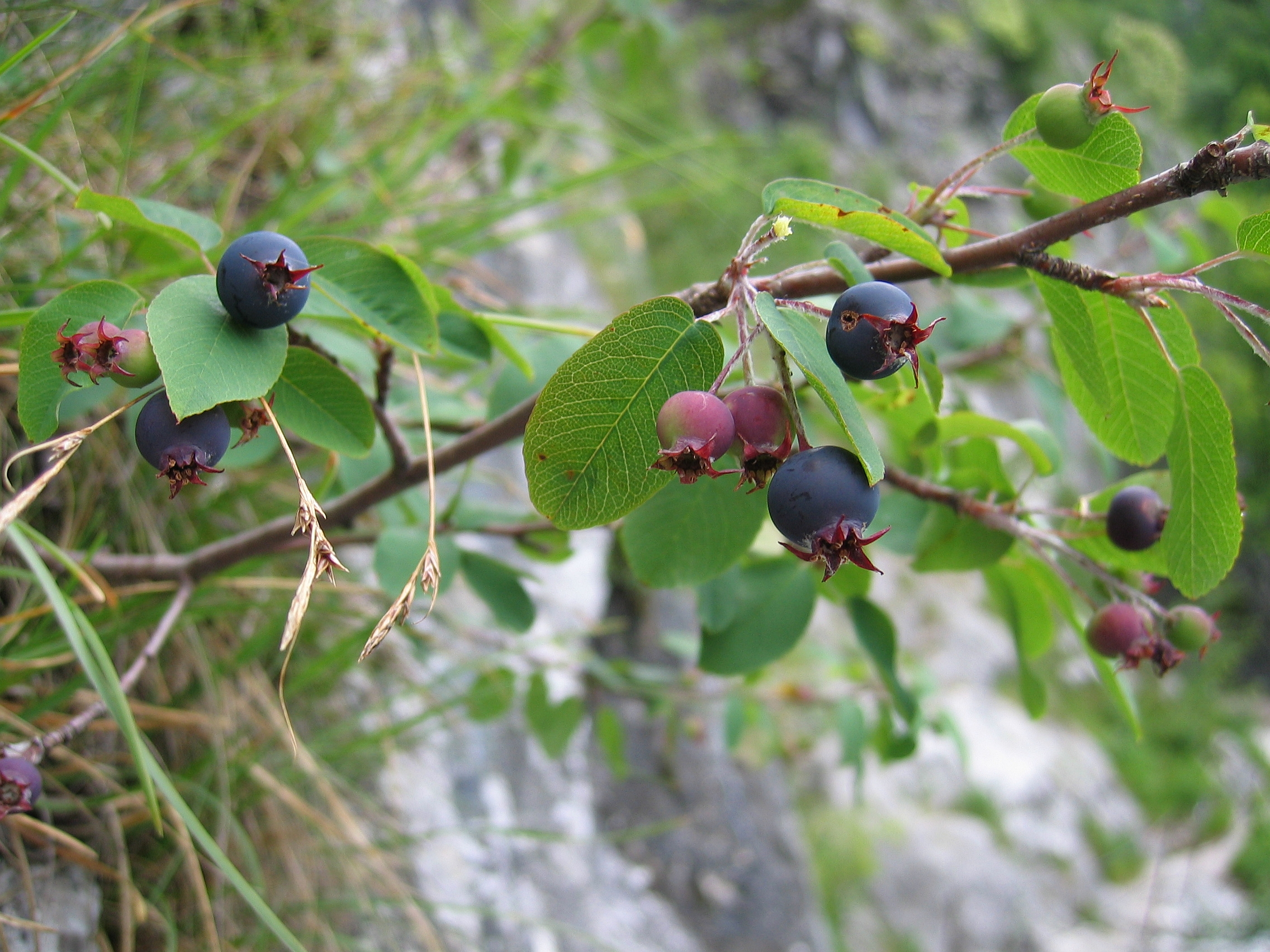
A. ovalis

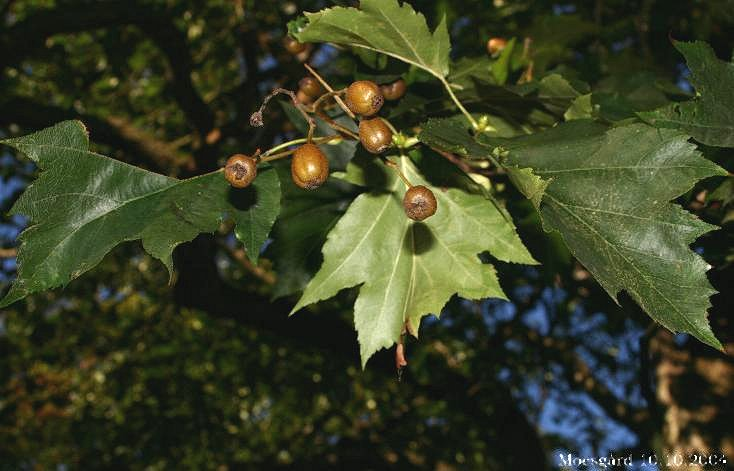
S. torminalis

- Amelanchier ovalis
- Crataegus azarolus
- Crataegus monogyna
- Prunus armeniaca
- Prunus avium
- Prunus communis
- Prunus dulcis
- Prunus persica
- Prunus prostrata
- Prunus spinosa
- Pyrus amygdaliformis
- Rosa canina
- Rubus ulmifolius
- Sorbus aria
- Sorbus torminalis

## Ruscaceae

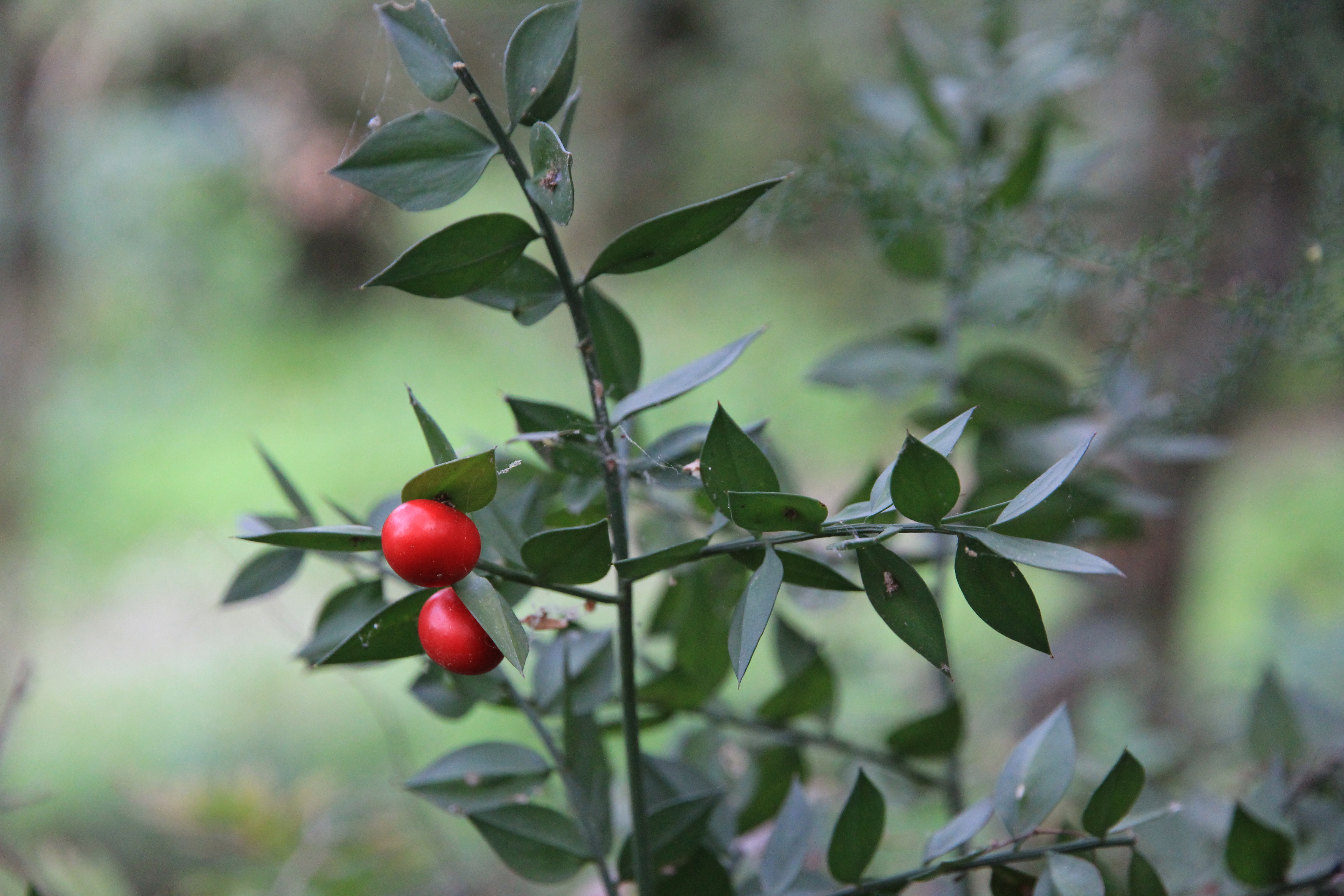
Ruscus aculeatus

- Ruscus aculeatus

## Salviniaceae
- Azolla filiculoides

## Tamaricaceae

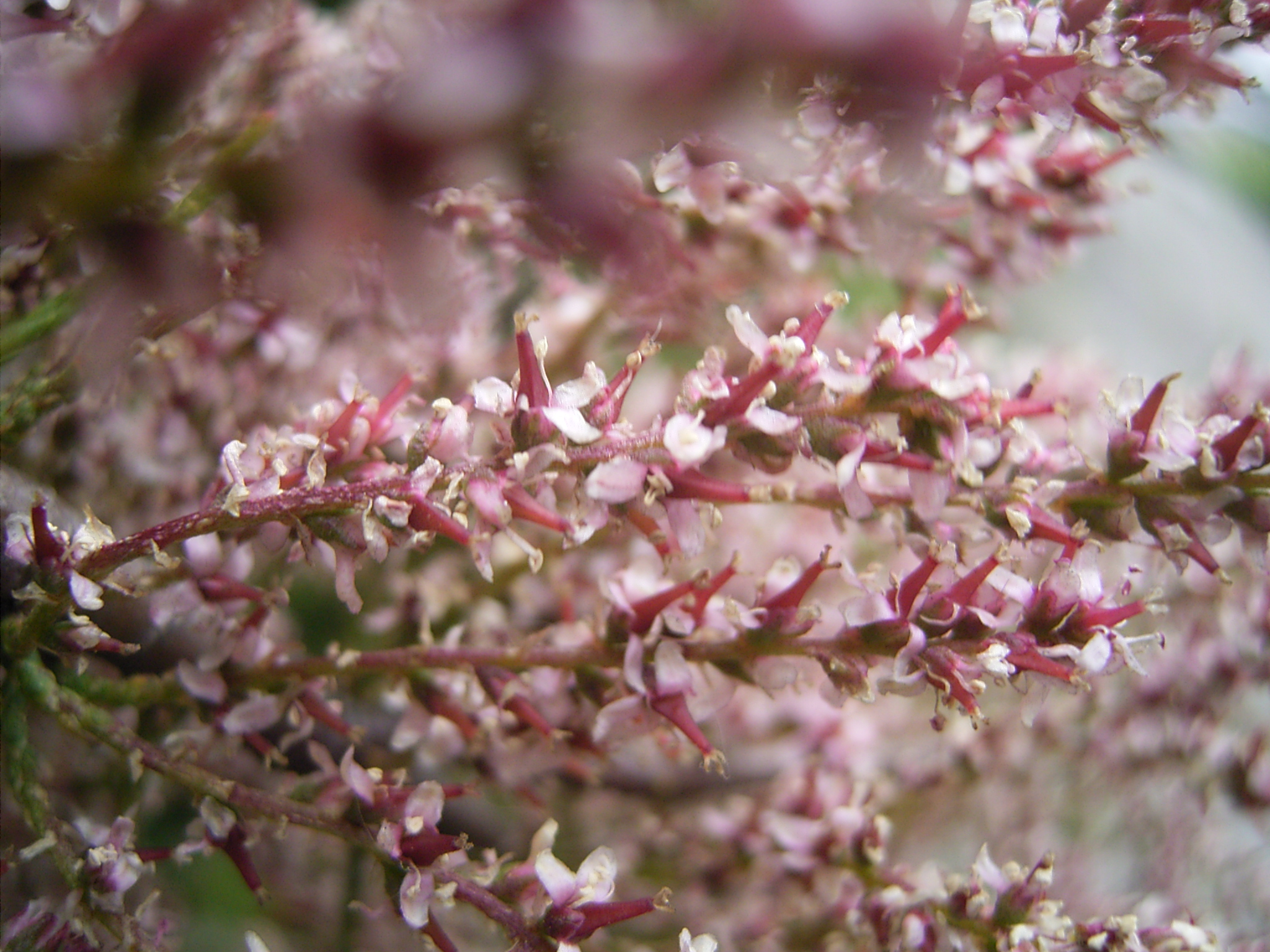
T. canariensis

- Tamarix africana
- Tamarix canariensis

### Articoli e Liste in formato PDF
- Flora della Codula di Sisine (Sardegna Centro-Orientale) (PDF), su stsn.it.
- Ente Foreste della Sardegna: Sardegna foreste (PDF), su sardegnaforeste.it.
- Ente Foreste della Sardegna: Specie indicatrici (PDF), su sardegnaforeste.it.
- La Convenzione Flora e il Database E.D.EN. (Enhanced Database of ENdangered species) (PDF), su www2.minambiente.it. URL consultato il 3 luglio 2007 (archiviato dall'url originale il 30 settembre 2007).

### Archivi fotografici
- www.montelinas.it: Flora Sarda, su montelinas.it. URL consultato il 3 luglio 2007 (archiviato dall'url originale l'8 giugno 2007).
- www.fotodisardegna.it: Flora, su fotodisardegna.it. URL consultato il 3 luglio 2007 (archiviato dall'url originale il 22 aprile 2007).